# Rottweil
Rottweil, die älteste Stadt Baden-Württembergs, liegt etwa 80 Kilometer südwestlich von Stuttgart. Sie ist die Kreisstadt und größte Stadt des gleichnamigen Landkreises sowie ein Mittelzentrum für die umliegenden Gemeinden. Rottweil ist seit dem 1. Juni 1970 eine Große Kreisstadt. Mit den Gemeinden Deißlingen, Dietingen, Wellendingen und Zimmern hat die Stadt eine Verwaltungsgemeinschaft vereinbart.
Rottweil war seit der Stauferzeit durchgehend eine Reichsstadt im Heiligen Römischen Reich, was sich im Stadtwappen widerspiegelt.

## Geographie

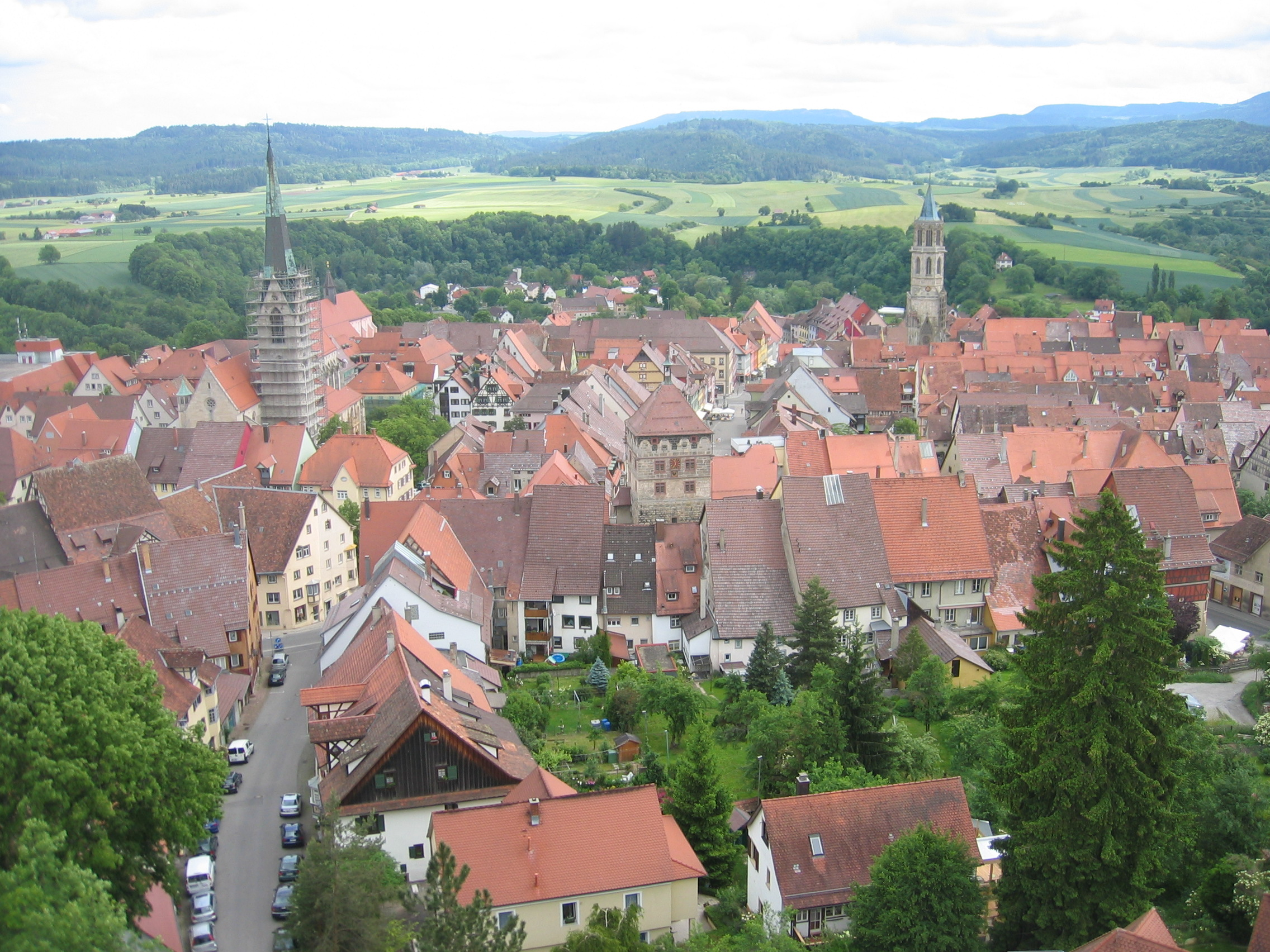
Blick vom Rottweiler Hochturm. Im Hintergrund die Schwäbische Alb

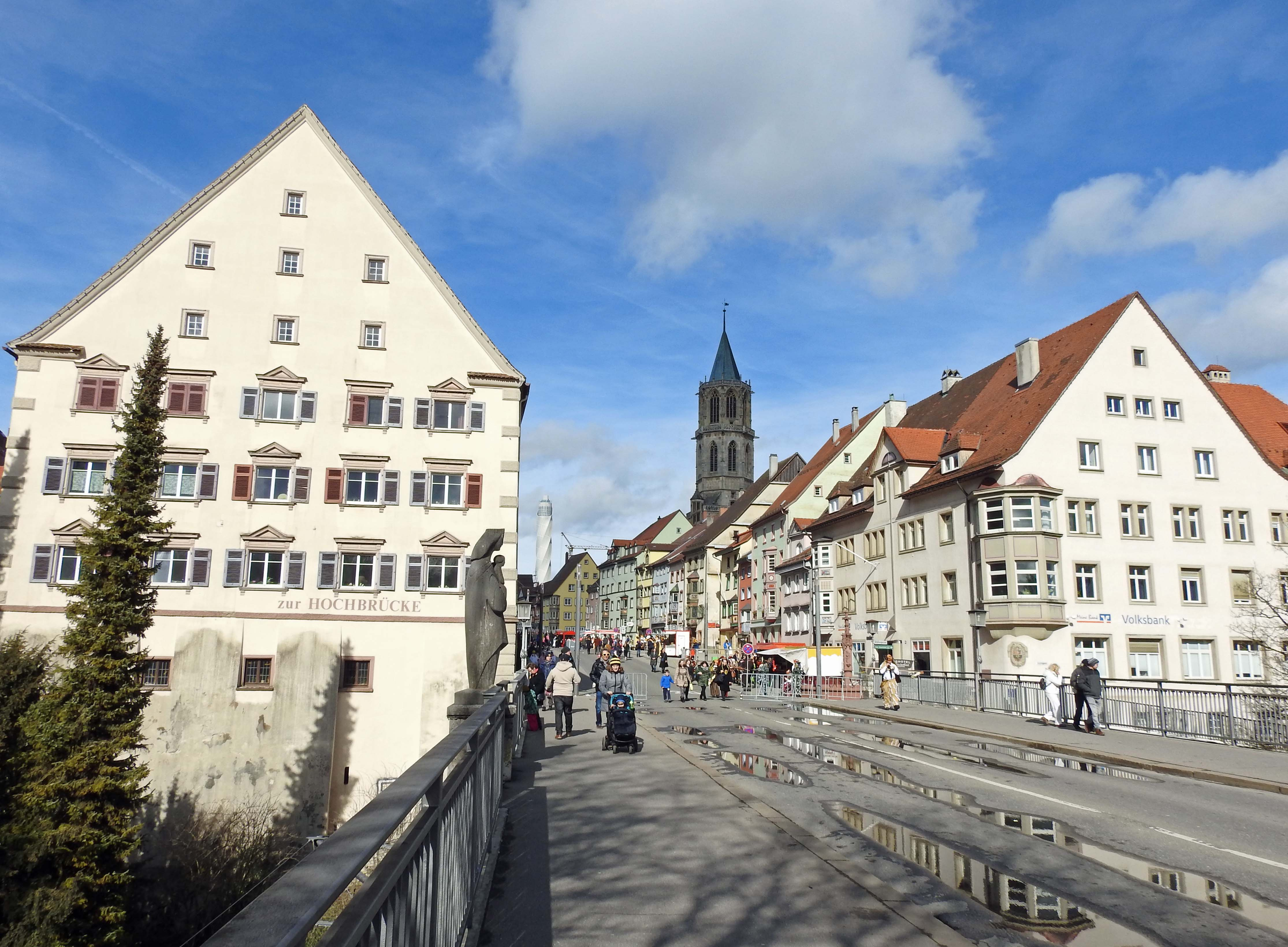
Hochbrücktorstraße mit Kapellenkirche

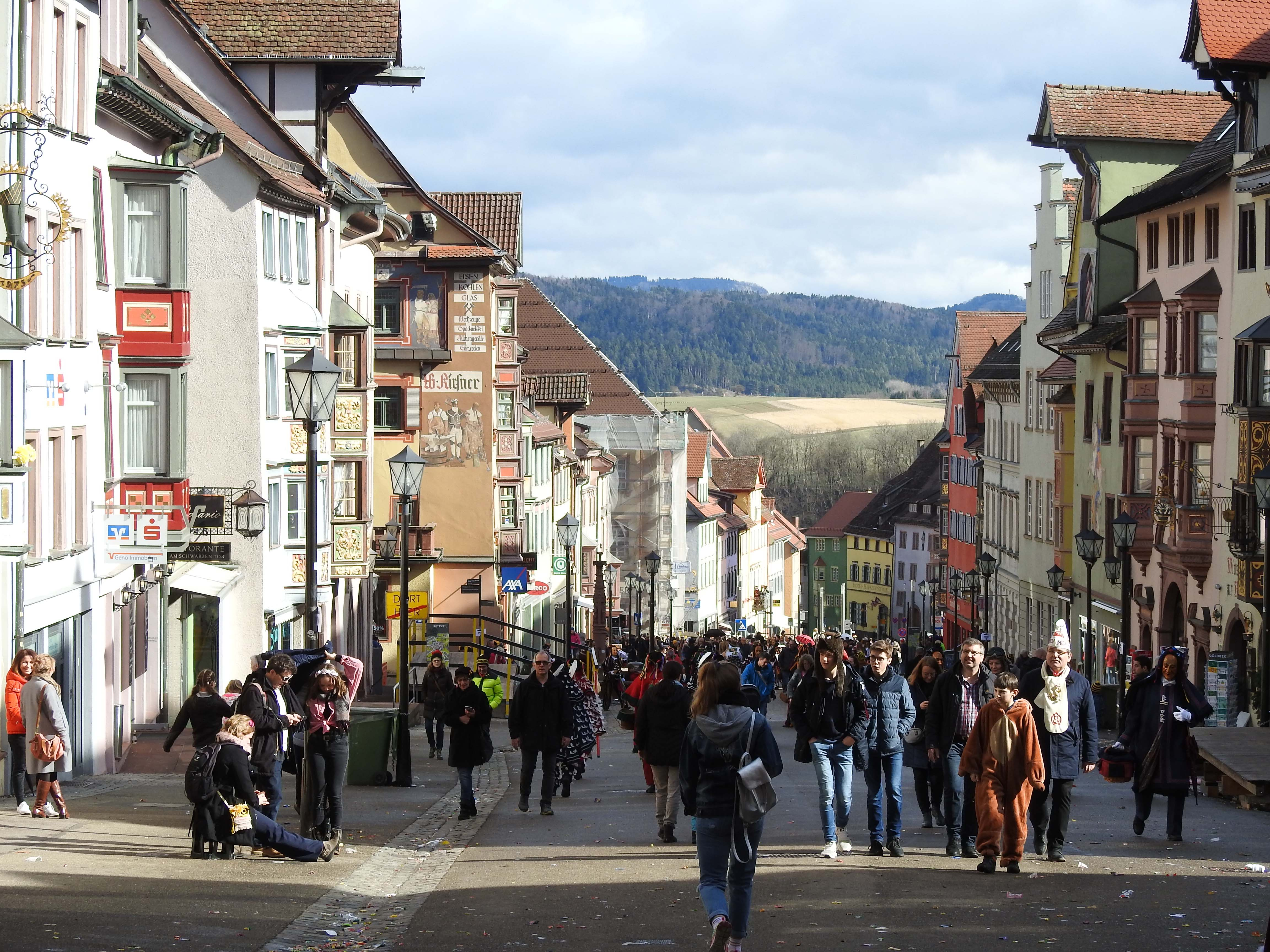
Rottweil – Hauptstraße während des Narrentreibens

### Lage
Die Stadt befindet sich in Nord-Süd-Richtung etwa auf halbem Weg zwischen der Landeshauptstadt Stuttgart und dem Bodensee. Sie liegt direkt am Neckar, zwischen dem Schwarzwald und der Schwäbischen Alb, deren höchster Berg (Lemberg) nur etwa 10 Kilometer Luftlinie von Rottweil entfernt ist.
Folgende größere Städte liegen im Umkreis von Rottweil: Spaichingen, 15 km südöstlich; Oberndorf am Neckar, 20 km nördlich; Balingen, 24 km nordöstlich; Schramberg im Schwarzwald, 27 km nordwestlich; Tuttlingen, 27 km südöstlich; Trossingen, 18 km südlich und Villingen-Schwenningen, 24 km südwestlich.

### Nachbargemeinden
Folgende Städte und Gemeinden grenzen an die Stadt Rottweil. Sie werden im Uhrzeigersinn beginnend im Osten genannt:

Zimmern unter der Burg und Schömberg (beide Zollernalbkreis), Wellendingen (Landkreis Rottweil), Frittlingen und Aldingen (beide Landkreis Tuttlingen) sowie Deißlingen, Zimmern ob Rottweil, Dunningen, Bösingen, Villingendorf und Dietingen (alle Landkreis Rottweil).

### Stadtgliederung
Das Stadtgebiet besteht aus der Kernstadt, dem bereits 1939 eingegliederten Bühlingen und den im Rahmen der Gebietsreform der 1970er Jahre eingegliederten Gemeinden Feckenhausen, Göllsdorf, Hausen ob Rottweil, Neufra, Neukirch und Zepfenhan.
Die in den 1970er Jahren eingegliederten Stadtteile sind zugleich Ortschaften im Sinne von §§ 67 ff. der Gemeindeordnung, das heißt, sie haben jeweils einen von den Wahlberechtigten bei jeder Kommunalwahl direkt zu wählenden Ortschaftsrat, mit einem Ortsvorsteher als Vorsitzendem.
Zu einigen Stadtteilen gehören weitere räumlich getrennte Wohnplätze mit eigenem Namen, die oft sehr wenige Einwohner haben, oder Wohngebiete mit eigenem Namen, deren Bezeichnungen sich im Laufe der Bebauung ergeben haben und deren Grenzen dann meist nicht genau festgelegt sind. Im Einzelnen handelt es sich um folgende Gebiete:
- zur Kernstadt: sogenannte „Altstadt“ (nicht zu verwechseln mit dem mittelalterlichen Stadtkern), Bettlinsbad, Bollershof, Bühlingen, Eckhof, Hardthaus, Hegneberg, Hochwald (eine Exklave), Markenhöhe, Neckarburg, Neckartal, Ziegelhütte, Römerhof, Rottenmünster, Saline Wilhelmshall, Charlottenhöhe, Charlottenwäldle und Schafwasen
- zu Feckenhausen: Jungbrunnen
- zu Göllsdorf: Haslerhof
- zu Hausen ob Rottweil: Lehrhof, Oberrotenstein, Unterrotenstein
- zu Neukirch: Vaihingerhof
- zu Zepfenhan: Sonthof

### Raumplanung
Rottweil bildet ein Mittelzentrum innerhalb der Region Schwarzwald-Baar-Heuberg, deren Oberzentrum die Stadt Villingen-Schwenningen ist. Zum Mittelbereich Rottweil gehören neben der Stadt Rottweil die Städte und Gemeinden Bösingen, Deißlingen, Dietingen, Dornhan, Epfendorf, Fluorn-Winzeln, Oberndorf am Neckar, Sulz am Neckar, Villingendorf, Vöhringen (Württemberg), Wellendingen und Zimmern ob Rottweil des Landkreises Rottweil.

### Naturschutzgebiete
In Rottweil gibt es drei Naturschutzgebiete: Das Naturschutzgebiet Neckarburg an der nördlichen Gemeindegrenze, das Naturschutzgebiet Schwarzenbach bei Neukirch und das Naturschutzgebiet Linsenbergweiher nördlich von Göllsdorf. Des Weiteren hat die Stadt Anteil an sieben Landschaftsschutzgebieten und an drei FFH-Gebieten (Prim-Albvorland, Baar, Eschach und Südostschwarzwald und Neckartal zwischen Rottweil und Sulz). Südlich von Hausen und Bühlingen hat die Stadt zudem Anteil am Vogelschutzgebiet Baar.

## Geschichte

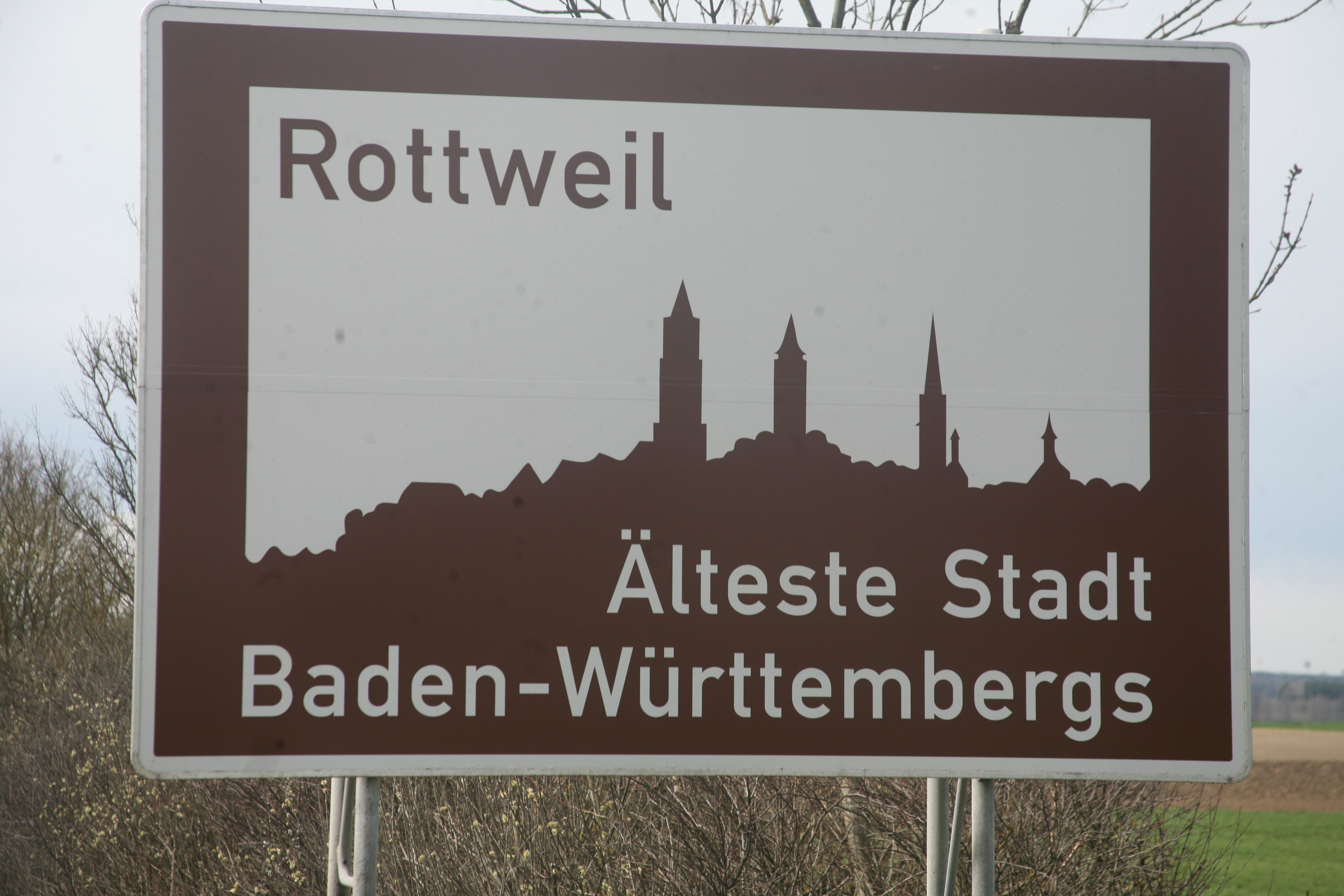
Touristische Unterrichtungstafel: Älteste Stadt Baden-Württembergs

### Antike

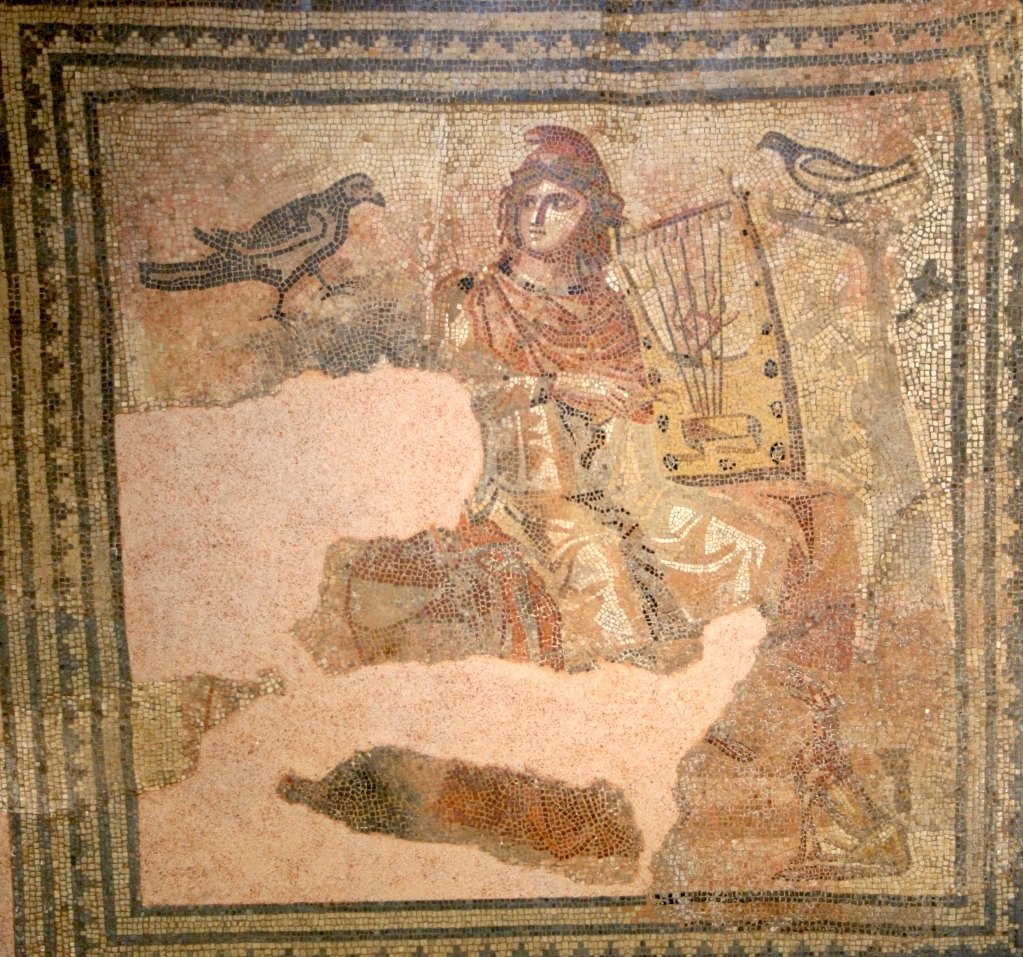
Römisches Orpheus-Mosaik aus Arae Flaviae

Die römische Siedlung auf dem Stadtgebiet von Rottweil wurde im Jahre 73 n. Chr. von den Römern unter Kaiser Vespasian im Zuge des Baus der römischen Kinzigtalstraße gegründet, Rottweil gilt damit als die älteste Stadt Baden-Württembergs – auch wenn sie nicht seit der Römerzeit ständig als Stadt existiert hat. Der lateinische Name der Stadt war Arae Flaviae („Altäre der Flavier“). Der Name deutet darauf hin, dass hier ein Zentrum des Kaiserkultes entstehen sollte – der Name der damals herrschenden Familie, der Vespasian angehörte, war gens Flavia. Das römische Rottweil war Hauptort einer Civitas und hatte – offenbar als einzige römische Stadt im heutigen Baden-Württemberg – die Rechtsstellung eines Municipiums inne. Mit einer Fläche von rund 18 Hektar war Arae Flaviae in Hinblick auf seine Ausdehnung eine der größten römischen Städte in Südwestdeutschland bzw. im Dekumatland, repräsentative Bauten prägten das Stadtbild. Da es sich aber um eine „politische“ Gründung handelte und der Ort seit dem Vorschieben der Grenze unter Vespasians Sohn Domitian bereits um 90 n. Chr. an wenig attraktiver Stelle im Hinterland lag, scheint sich die Stadt in den folgenden knapp zwei Jahrhunderten nur noch wenig weiter entwickelt zu haben. Das Stadtgebiet war offenbar niemals vollständig bebaut, die Zahl der Einwohner blieb wohl relativ gering.
Erst im Jahre 1950 wurde das antike Arae Flaviae, dessen Name durch die sogenannte Peutingertafel (Tabula Peutingeriana) und bei Claudius Ptolemäus überliefert ist, durch einen außergewöhnlichen Inschriftenfund sicher mit Rottweil identifiziert: Auf dem hölzernen Schreibtäfelchen aus dem Jahr 186 sind die Worte actum municipio Aris – zu Deutsch: „ausgestellt  in der Stadt Arae“ – zu lesen.
Nachdem die Römer um 260 n. Chr. die Kontrolle über die Gegend an die Alemannen verloren hatten, ging die römische Stadt unter; offenbar existierte aber eine deutlich reduzierte Siedlung weiter – mit dem Verschwinden der römischen Bewohner verlor sich aber auch der lateinische Name des Ortes.

### Mittelalter
Wegen der für die germanische Bevölkerung guten Verkehrslage entstand hier ein alemannischer Herzogshof, aus dem der Königshof „Rotuvilla“ wurde, der bereits im Jahre 771 n. Chr. erstmals in den Urkunden erscheint. Dieser Königshof erlangte unter den Karolingern große Bedeutung als Gerichtsort und Verwaltungszentrum. Das Hofgericht Rottweil zählte lange danach im Spätmittelalter zu den bedeutendsten Gerichten des deutschen Reiches. Am 19. Januar 1299 wird es erstmals genannt. Bis zum 7. September 1418 lag die Hofgerichtsstätte unter der Pürschgerichtslinde, welche an der Ecke Heerstraße/Lindenstraße steht, und wurde dann in den Tiergarten vor dem Hochbrücktor an die offene Königstraße verlegt. Der Hofgerichtsstuhl erinnert an das Kaiserliche Hofgericht, das an dieser Stelle seit 1418 tagte. An der Königstraße rechts neben dem Landgericht ist eine Kopie. Das Original von 1781 befindet sich im Stadtmuseum. Das Erbhofrichteramt lag bei den Grafen von Sulz.
Das hochmittelalterliche Rottweil wurde in der Stauferzeit auf einem Felssporn oberhalb des Neckars etwa zwei Kilometer westlich der ehemaligen Römerstadt neu angelegt. Die Staufer errichteten die Stadt an ihrem heutigen Standort nach dem Zähringer Muster (Gliederung durch das Straßenkreuz in vier Teile). Aus dieser Zeit stammt der spätmittelalterliche Stadtkern mit seinen erkergeschmückten Bürgerhäusern, den geschmiedeten Stechschildern, die im 16. Jahrhundert vorgeschrieben waren, und den zahlreichen Rottweiler Kirchen.
Vorgänger dieser Siedlung sind die Mittelstadt und die Altstadt, auf Teilen der Fundamente des römischen Rottweils. Es ist wahrscheinlich, dass bedeutende Ruinen des römischen Arae Flaviae bis ins Mittelalter hinein sichtbar blieben, worauf auch Gewann und Hofgut „Hochmauren“ im ehem. Siedlungsgebiet hinweisen.
Der heutige Name der Stadt „Rottweil“ ist zunächst überliefert als Rote Will („rotes Landgut oder Gehöft“, im Jahre 771 Rotuvila) und leitet sich nicht aus dem antiken Namen ab. Eine mögliche Erklärung des ersten Namensbestandteils neben der Farbbezeichnung sind die verfallenen römischen Gebäude (vgl. Rottenburg am Neckar oder Kastelruth), darauf deuten auch die Gewannbezeichnungen „Rote Steige“ und der Name des benachbarten Reichsstiftes Kloster Rottenmünster.

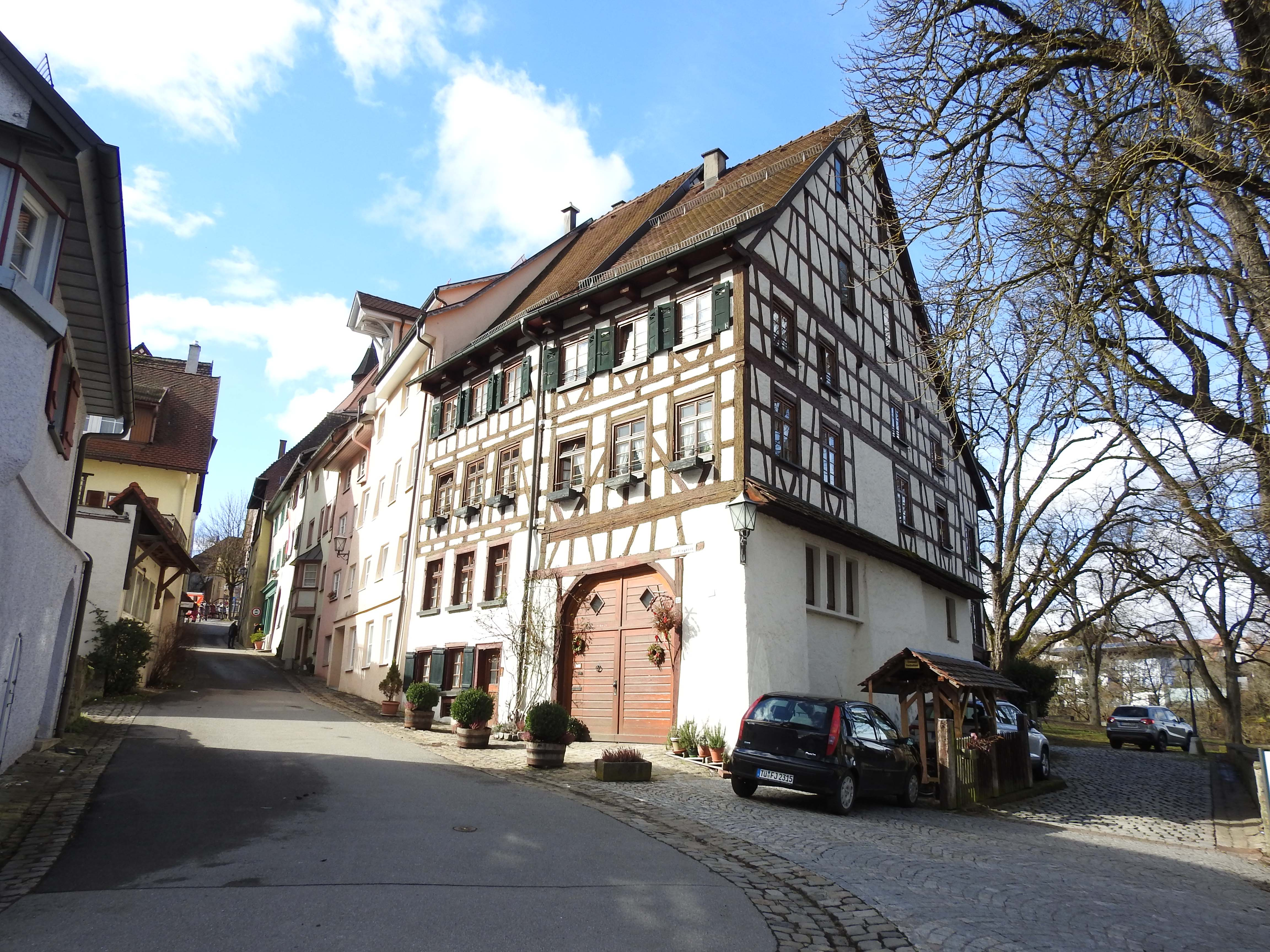
Fachwerkhaus in der Lorenzgasse

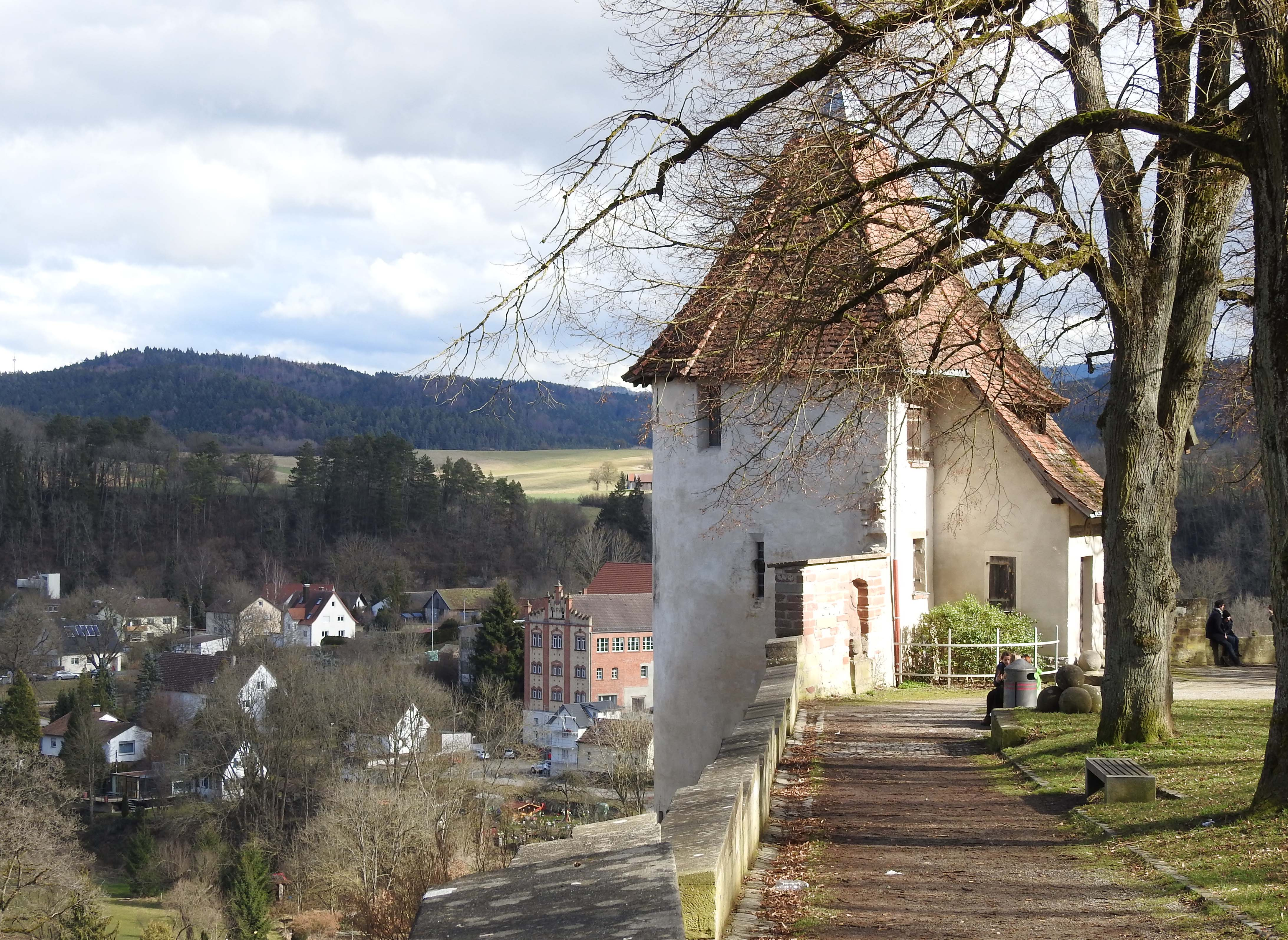
Pulverturm

### Reichsstadt
Gegen Ende des 11. Jahrhunderts war Rottweil ein Ort herzoglicher Herrschaft des Herzogtums Schwaben. Nach dem Aufstieg schwäbischer Herzöge aus der Stauferdynastie zur deutschen Königswürde stand die Stadt ab Beginn des 13. Jahrhunderts auch wieder in enger Beziehung zum Königtum.
Seit 1230 wurde Rottweil als Reichsstadt bezeichnet und war damit ein unmittelbares Territorium des Heiligen Römischen Reichs. Anfangs verwaltet durch einen königlichen Schultheiß kamen später Bürgermeister (1299) sowie ein Großer und ein Kleiner Rat (1311), als Interessenvertretung der Bürgerschaft, zur Leitung der Reichsstadt hinzu. Die Beisitzer des kaiserlichen Hofgerichts waren zugleich auch Mitglieder im Großen Rat. Als Grundlage dafür gab sich die Stadt eine eigene reichsstädtische Ratsverfassung, die ihr eine gewisse innere Unabhängigkeit gewährte.
Nach dem Niedergang der Stauferherrschaft ab 1250 und der Wahl des Habsburgers Rudolf zum römisch-deutschen König am Ende des Interregnums 1273 stand Rottweils Reichsunmittelbarkeit auf dem Spiel, als der neue König das Reichs-Schultheißenamt 1285 an Graf Albrecht von Hohenberg verpfändete. Jedoch gelang es dem Rat der Reichsstadt, das Schultheißenamt 1344 vorübergehend und 1383 dann endgültig vom Reich zu erwerben. Schon 1359 war Rottweil das Recht zur Ausübung der Blutgerichtsbarkeit verliehen worden.
1401 wurde die Reichsunmittelbarkeit – und somit der Status einer Reichsstadt – durch König Ruprecht bestätigt und hatte über die nächsten vierhundert Jahre Bestand, bis zur Übernahme Rottweils und seiner Landgebiete durch das Herzogtum Württemberg 1802.
Die Reichsstadt Rottweil konnte sich im Verlauf ihres Bestehens ein ansehnliches eigenes Landterritorium aufbauen. Es umfasste eine Fläche von ca. 220 km² und war damit nach Ulm und Hall das drittgrößte reichsstädtische Landgebiet im Schwäbischen Reichskreis.

### Zugewandter Ort der Schweizerischen Eidgenossenschaft

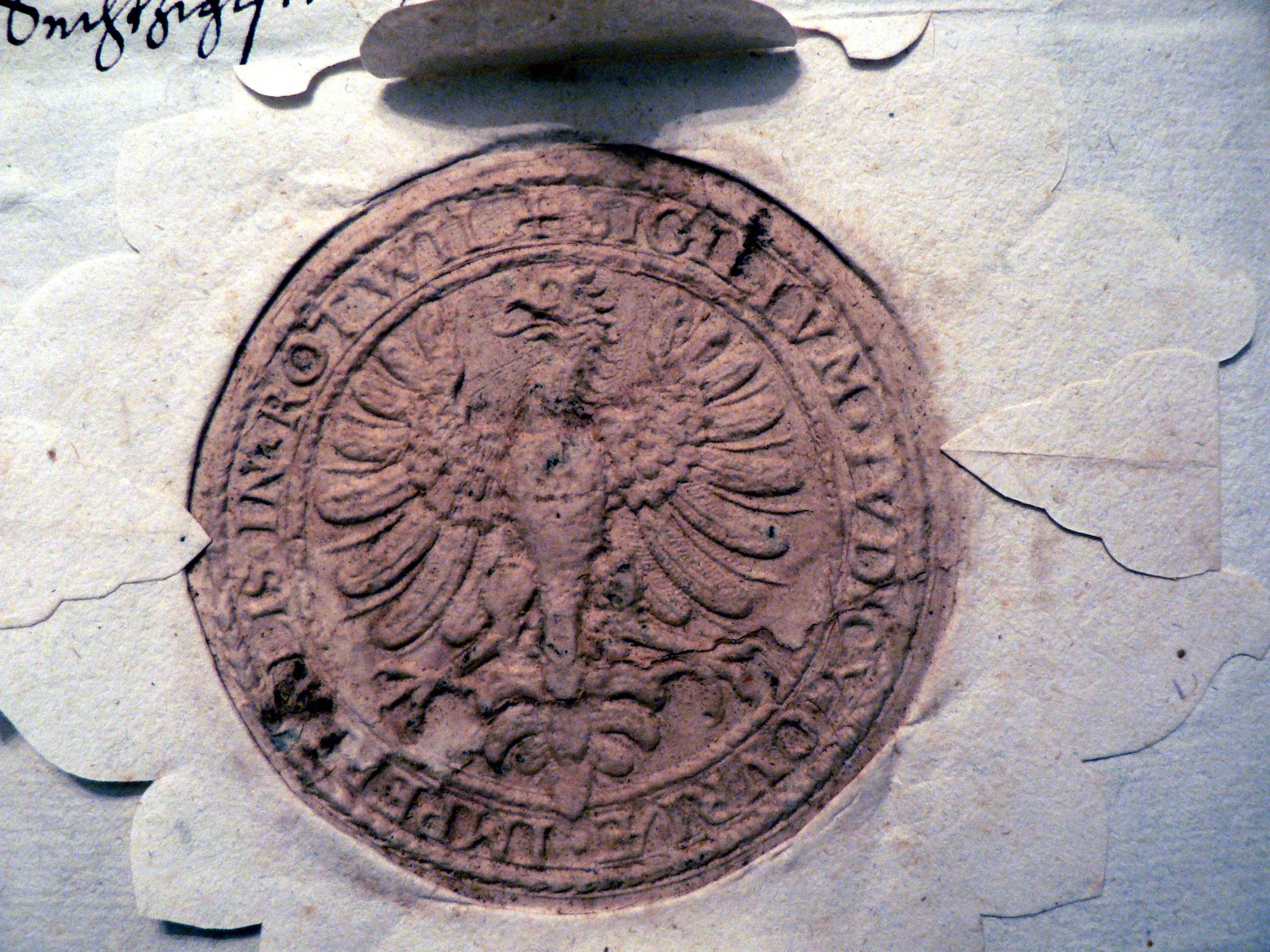
Hofgerichtssiegel, Rottweil 1661

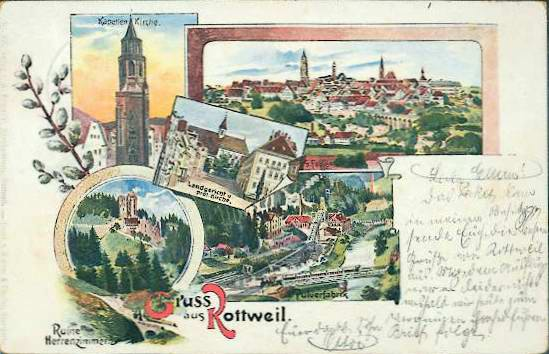
Rottweil vor 1898

1463 schloss sich Rottweil im Rahmen eines befristeten Bündnisses der Schweizerischen Eidgenossenschaft an (als sog. „Zugewandter Ort“ der Schweizer Eidgenossenschaft). 1476 kämpften die Rottweiler in der Schlacht bei Murten auf deren Seite gegen Karl den Kühnen. Im Jahre 1512 erhielt die Stadt von Papst Julius II. eigens ein wertvolles Juliusbanner für die 1508–1510 im „Großen Pavier Feldzug“ geleisteten Dienste zur Vertreibung der Franzosen. Das alte Bündnis erlosch und wurde 1519 im sogenannten Ewigen Bund auf dem Rottweiler Hauptstraßenkreuz unter Anwesenheit aller Schweizer Bündnispartner unbefristet verlängert.
Rottweil wurde somit zu einem zugewandten Ort der schweizerischen Eidgenossenschaft. Die Beziehungen zwischen der Eidgenossenschaft und Rottweil kühlten während der Reformation schnell ab. Wenn Rottweil durch Kriege bedrängt wurde, bat es jedoch die Eidgenossen um Mithilfe.
In den Hexenverfolgungen in Rottweil von 1546 bis 1661 sind 287 Verfahren wegen Hexerei und Zauberei belegt. 266 Menschen wurden in den Hexenprozessen hingerichtet. Der Rat der Stadt Rottweil hat am 15. April 2015 einen Beschluss zur sozialethisch-moralischen Rehabilitierung der Opfer der Hexenprozesse gefasst.
Während des Dreißigjährigen Krieges wurde Rottweil durch Marschall Guébriant belagert und am 19. November 1643 eingenommen. Guébriant verstarb dabei an den Folgen eines Falkonettschusses. Noch im selben Monat konnte Rottweil jedoch nach der Schlacht bei Tuttlingen durch die kaiserlichen Truppen unter Franz von Mercy befreit werden. In Zeiten der französischen Belagerung 1643 geschah das „Wunder der Augenwende“ der spätgotischen Madonnenfigur in der Predigerkirche (heute im Münster) und damit die Befreiung aus der Bedrängnis.

### Rottweil als württembergische Oberamtsstadt
Am 8. September 1802 erschienen zwei Abgesandte des württembergischen Herzogs vor dem Rat der Reichsstadt Rottweil und erhoben angesichts der bevorstehenden Mediatisierung der Reichsstädte Anspruch auf die Stadt. Sie drohten mit der Einnahme durch tausend bereitstehende Soldaten und verlangten die Übergabe der Stadt, der dazugehörigen Ortschaften und der Klöster an Württemberg. Rottweil ergab sich (bestätigt im Reichsdeputationshauptschluss von 1803) und wurde im Jahr der Gründung des Königreichs Württemberg 1806 im Zuge der neuen Verwaltungsgliederung Sitz des Oberamts Rottweil, das im Laufe seiner Geschichte mehrmals verändert wurde.
1868 erfolgte mit der Eröffnung des Bahnhofs Rottweil der Anschluss an das Netz der württembergischen Eisenbahn.
Beziehungen zur Schweiz nahm Rottweil 1913 wieder auf, indem es eine Städtepartnerschaft mit Brugg einging. Anlass war das erste Bündnis von 1463 (450 Jahre) und zudem die historischen Verbindungen zu Windisch in römischer Zeit (Vindonissa).

### 20. und 21. Jahrhundert
Das Oberamt Rottweil bekam 1934 die Bezeichnung Kreis Rottweil und wurde 1938 in den Landkreis Rottweil überführt.

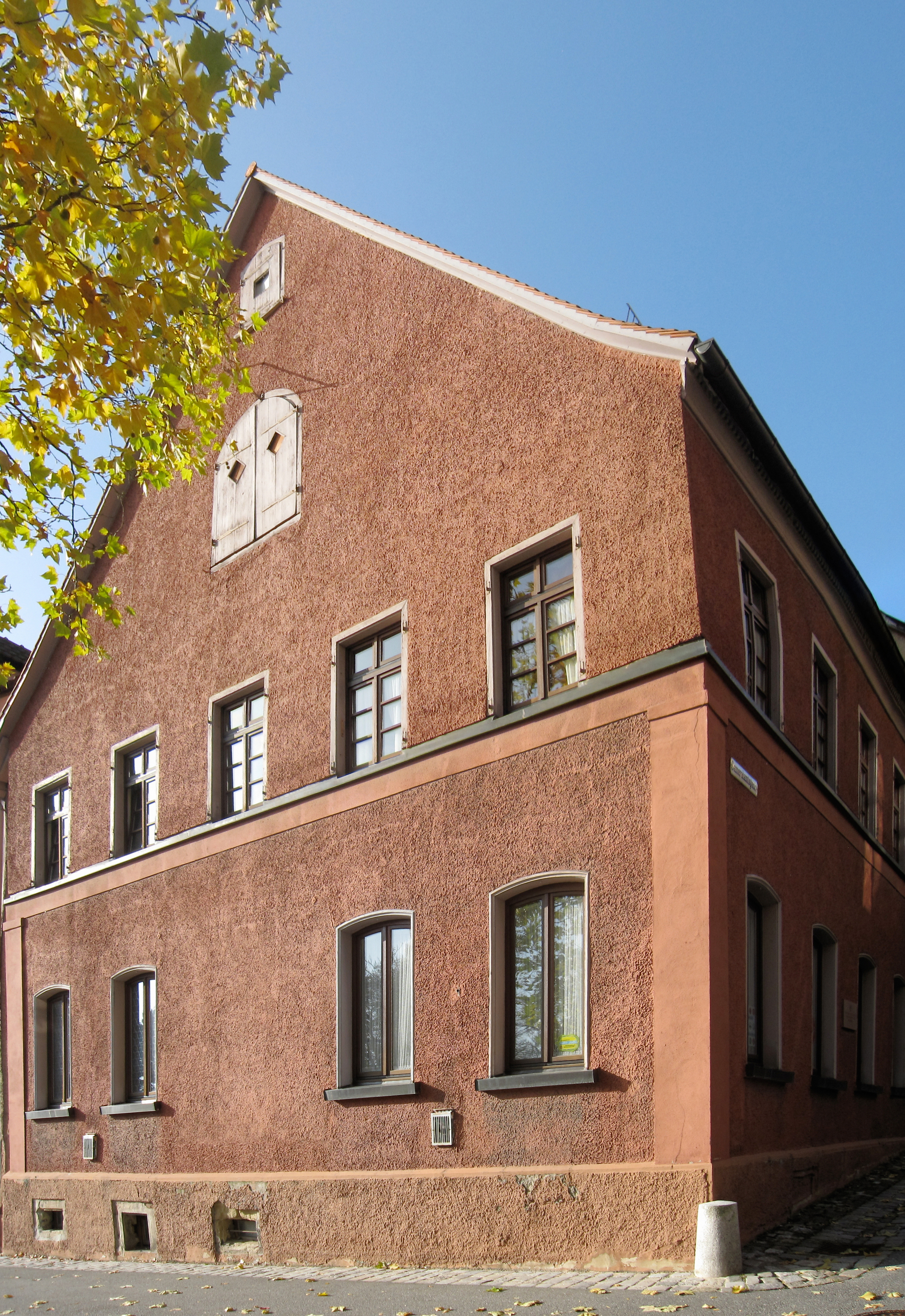
Ehemalige Synagoge von Rottweil 1861–1938

In der Zeit des Nationalsozialismus wurde am 1. April 1936 in den Räumlichkeiten des katholischen Lehrerseminars Rottweil die Nationalpolitische Erziehungsanstalt Rottweil (Napola Rottweil) im Gau Württemberg eingeweiht. 1939 hatte die Anstalt etwa 150 Schüler und 20 Lehrer, Anstaltsleiter war Dr. Max Hoffmann. Zu den Jungmannen (= Schüler) zählten unter anderem Wolfram Fischer, Erich Hartmann und Gernot Huber; zu den Erziehern (= Lehrer) zählte unter anderem Karl Doerth.
Beim Novemberpogrom 1938 wurde die Synagoge in der Cameralamtsgasse 6, ehemals Judengasse, die seit 1861 der Jüdischen Gemeinde als Gotteshaus diente, von SA-Männern am 10. November 1938 verwüstet und am 13. Dezember für 8000 Reichsmark an einen Rottweiler Kaufmann verkauft. 1940 wurde die jüdische Gemeinde aufgelöst und 1943 der jüdische Friedhof für 85 Reichsmark an die Stadt verkauft; auf einem Teil der Fläche wurden drei Häuser gebaut. 75 Mitglieder der jüdischen Gemeinde konnten auswandern, acht wurden in Konzentrationslagern umgebracht, nur eine einzige jüdische Mitbürgerin überlebte das Dritte Reich. Die noch nicht ausgewanderten jüdischen Familien wurden im späteren Verlauf zur Vernichtung deportiert, eine Gedenktafel an dem Gebäude erinnert an diese Geschichte. 2016 wurden von der Stadt sieben symbolische Bäume im Nägelesgraben zur Erinnerung an die Opfer gepflanzt. Im Zweiten Weltkrieg bestand am Rand des heutigen Stadtteils Zepfenhan eine Abbaufläche für Ölschiefer, auf der Häftlinge des Arbeitslagers Schörzingen Zwangsarbeit verrichten mussten. Ruinenreste von Industrieanlagen südlich von Zepfenhan und die Gedenkstätte Eckerwald erinnern an diese Vergangenheit. Die Fronleichnamsprozessionen wurden 1940/41 vom Bürgermeister Abrell verboten; der Kirchenanzeiger wurde 1941 gezwungen, sein Erscheinen einzustellen.
Bei mehreren Luftangriffen zwischen dem 14. Oktober 1944 und dem 20. April 1945 gab es 22 Tote und 72 Verletzte; dennoch erlitt die Stadt nur geringe Schäden, rund ein Prozent der Gebäude wurde zerstört.
Am 20. April 1945 besetzten französische Truppen die unverteidigte Stadt; dabei kamen vier Franzosen eines Vortrupps und der Balgheimer Bürger August Schäfle ums Leben. Am 21. April 1945 wurde Stadtkämmerer Josef Flaig vom französischen Kommandanten zum geschäftsführenden Bürgermeister bestimmt und am 7. Mai 1945 durch den Rottweiler Rechtsanwalt Dr. Franz Mederle ersetzt, der bis zum 1. April 1946 Bürgermeister war. Die Stadt kam in die Französische Besatzungszone und befand sich 1947 im neu gegründeten Land Württemberg-Hohenzollern, das 1952 im Land Baden-Württemberg aufging.
2003 fanden in Rottweil die Heimattage Baden-Württemberg statt.

### Stadtteile und ehemalige Gemeindewappen
Auch die Rottweiler Stadtteile haben eine lange Geschichte. Sie gehörten meist zum Gebiet der Reichsstadt oder zum Kloster Rottenmünster, kamen 1803 an Württemberg und gehörten dann zum Oberamt Rottweil.
Bühlingen wurde 1108 als „Bisilingen“ erstmals erwähnt. Über das Kloster St. Georgen kam der Ort 1538 an die Stadt Rottweil. Doch konnte Württemberg 1566 den Ort für sich gewinnen. Die Obrigkeit verblieb jedoch bei Rottweil. Bühlingen gehörte zum Klosteramt St. Georgen.
Feckenhausen wurde 902 als „Ueccenhusa“ erstmals erwähnt. Vor allem das Kloster St. Gallen hatte hier Besitzungen. Bis ins 13. Jahrhundert gehörte der Ort zur Grafschaft Hohenberg und wurde 1379 an den Rottweiler Bürger Konrad Beck verkauft. Die Österreicher, die 1381 die Grafschaft Hohenberg erworben hatten, belehnten den Ort 1468 an Balthasar Lutz, der ihn 1514 an das Spital Rottweil verkaufte. Es war das einzige Dorf im Spitaloberpflegamt Rottweil.
Göllsdorf wurde 1099 als „Geroldistorf“ erstmals erwähnt. Über die Grafen von Zollern gelangten Besitzungen an das Kloster Alpirsbach. 1280 erwarb das Kloster St. Blasien Besitz von Gütern des Rottweiler Bürgers Hübscher, das seine Anteile jedoch 1466 an die Stadt Rottweil veräußerte. Die zunächst noch als Lehen an Hans Maier vergebenen Anteile des Fronhofes wurden 1471 ebenfalls an Rottweil veräußert. Göllsdorf gehörte dann zum Obervogteiamt Rottweil.
Hausen ob Rottweil wurde 1094 als „Husen“ erstmals erwähnt. Besitzungen besaßen das Kloster St. Georgen, dessen Teil über Rottweil im 16. Jahrhundert an Württemberg gelangte. Die Obrigkeit verblieb jedoch bei Rottweil. Die andere Hälfte des Ortes gehörte der Grafschaft Hohenberg, die 1381 von Österreich erworben wurde. Lehnsnehmer waren die Herren von Rotenstein, die ihren Anteil 1768 an das Kloster Rottenmünster verkauften. Doch auch dieser Teil kam 1803 an Württemberg. Danach gehörte ein Teil des Ortes zum Stabsamt Rottenmünster, der andere zum Klosteramt St. Georgen, ab 1806 dann zum Oberamt Rottweil.
Neufra wurde 1138 als „Nuveren“ erstmals erwähnt. Der Ort gehörte ebenfalls zur Grafschaft Hohenberg und kam mit dieser an Österreich. Doch hatte die Stadt Rottweil nach einem Vertrag aus dem 17. Jahrhundert die Obrigkeit über den Ort. Der Ort gehörte zum Pirschvogteiamt Rottweil.
Neukirch wurde 1120 als „Nunchilcha“ bzw. 1278 als „Nunkilch“ erstmals erwähnt. Graf Berthold von Sulz hatte den Ort von den Herzögen von Teck erhalten und gab ihn 1311 als Lehen an die Rottweiler Patrizierfamilie Wirt. Dieser übergab ihn Mitte des 15. Jahrhunderts an das Kloster Rottenmünster.
Zepfenhan wurde 1275 als „Epfenhaim“ erstmals erwähnt. Über verschiedene Ritter und Herrschaften kam der Ort an Rottweiler Bürger. Im 14. Jahrhundert gehörte Zepfenhan zur Grafschaft Hohenberg und kam im 16. Jahrhundert an das Kloster Rottenmünster.
siehe auch Burg Suntheim (Sonthof)

### Eingemeindungen
In die Stadt Rottweil wurden folgende Gemeinden eingegliedert:
- 1939: Bühlingen
- 1. Dezember 1971: Hausen ob Rottweil[17]
- 1. März 1972: Feckenhausen[17]
- 1. Oktober 1972: Göllsdorf[17]
- 1. Januar 1973: Neukirch[17]
- 1. Januar 1974: Zepfenhan[18]
- 1. Januar 1975: Neufra[19]

### Einwohnerentwicklung
Einwohnerzahlen nach dem jeweiligen Gebietsstand. Die Zahlen sind Volkszählungsergebnisse (¹) oder amtliche Fortschreibungen der jeweiligen Statistischen Ämter (nur Hauptwohnsitze).
| Jahr               | Einwohner        |
| ------------------ | ---------------- |
| 1441               | 1.330 Steuerpfl. |
| 1666               | 625 Steuerpfl.   |
| 1803               | 3.128            |
| 1849               | 5.157            |
| 1861               | 4.560            |
| 1. Dezember 1871   | 5.135            |
| 1. Dezember 1880 ¹ | 6.047            |
| 1. Dezember 1900 ¹ | 7.968            |

| Jahr                 | Einwohner |
| -------------------- | --------- |
| 1. Dezember 1910 ¹   | 9.644     |
| 16. Juni 1925 ¹      | 10.556    |
| 16. Juni 1933 ¹      | 11.278    |
| 17. Mai 1939 ¹       | 12.835    |
| 13. September 1950 ¹ | 15.140    |
| 6. Juni 1961 ¹       | 17.876    |
| 27. Mai 1970 ¹       | 20.728    |
| 31. Dezember 1975    | 24.354    |

| Jahr              | Einwohner |
| ----------------- | --------- |
| 31. Dezember 1980 | 23.673    |
| 25. Mai 1987 ¹    | 22.787    |
| 31. Dezember 1990 | 24.002    |
| 31. Dezember 1995 | 24.656    |
| 31. Dezember 2000 | 25.346    |
| 31. Dezember 2005 | 25.678    |
| 31. Dezember 2010 | 25.659    |
| 31. Dezember 2015 | 24.915    |
| 31. Dezember 2020 | 24.975    |

¹ Volkszählungsergebnis

## Religionen

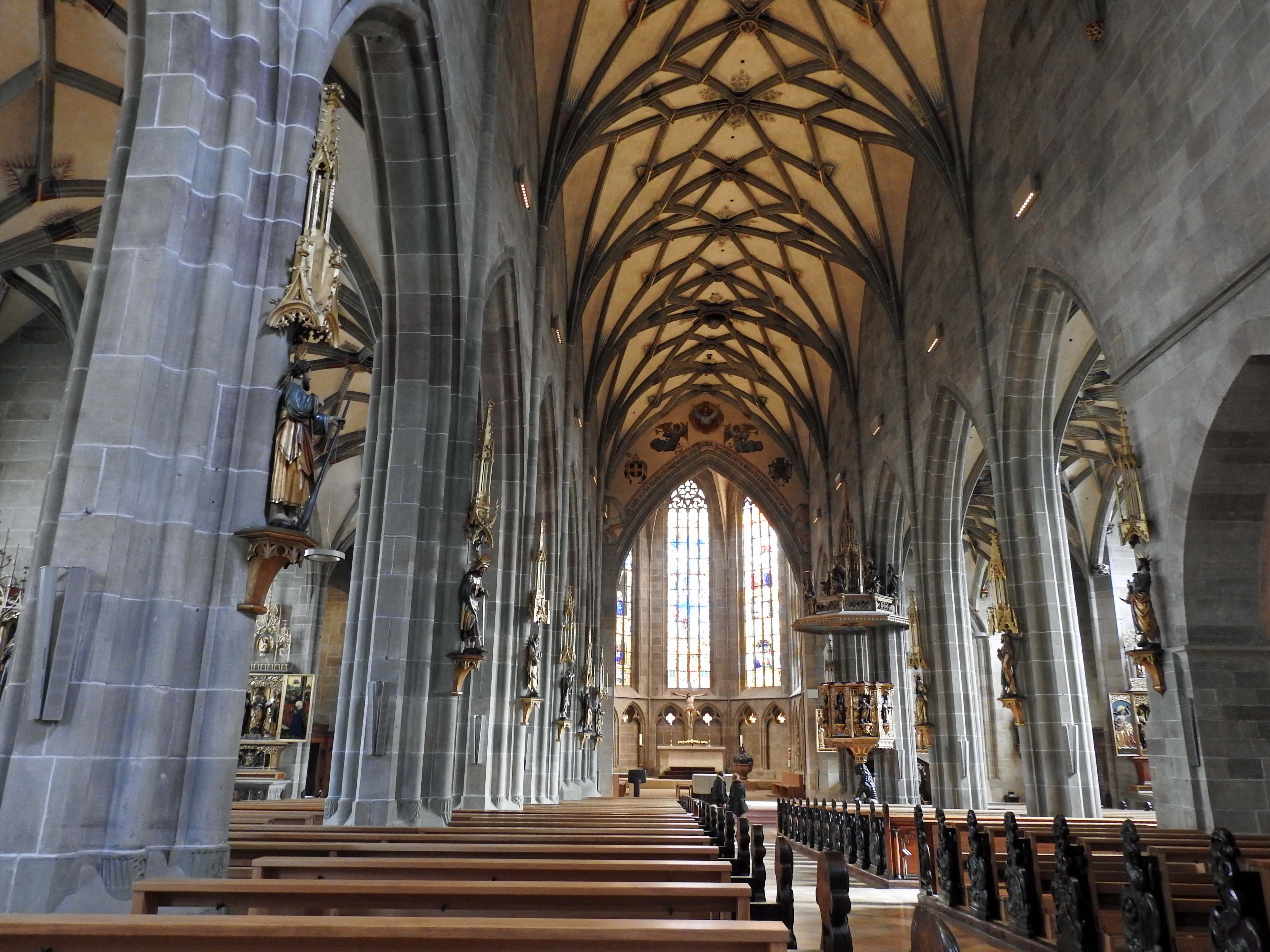
Innenansicht des Heilig-Kreuz-Münsters

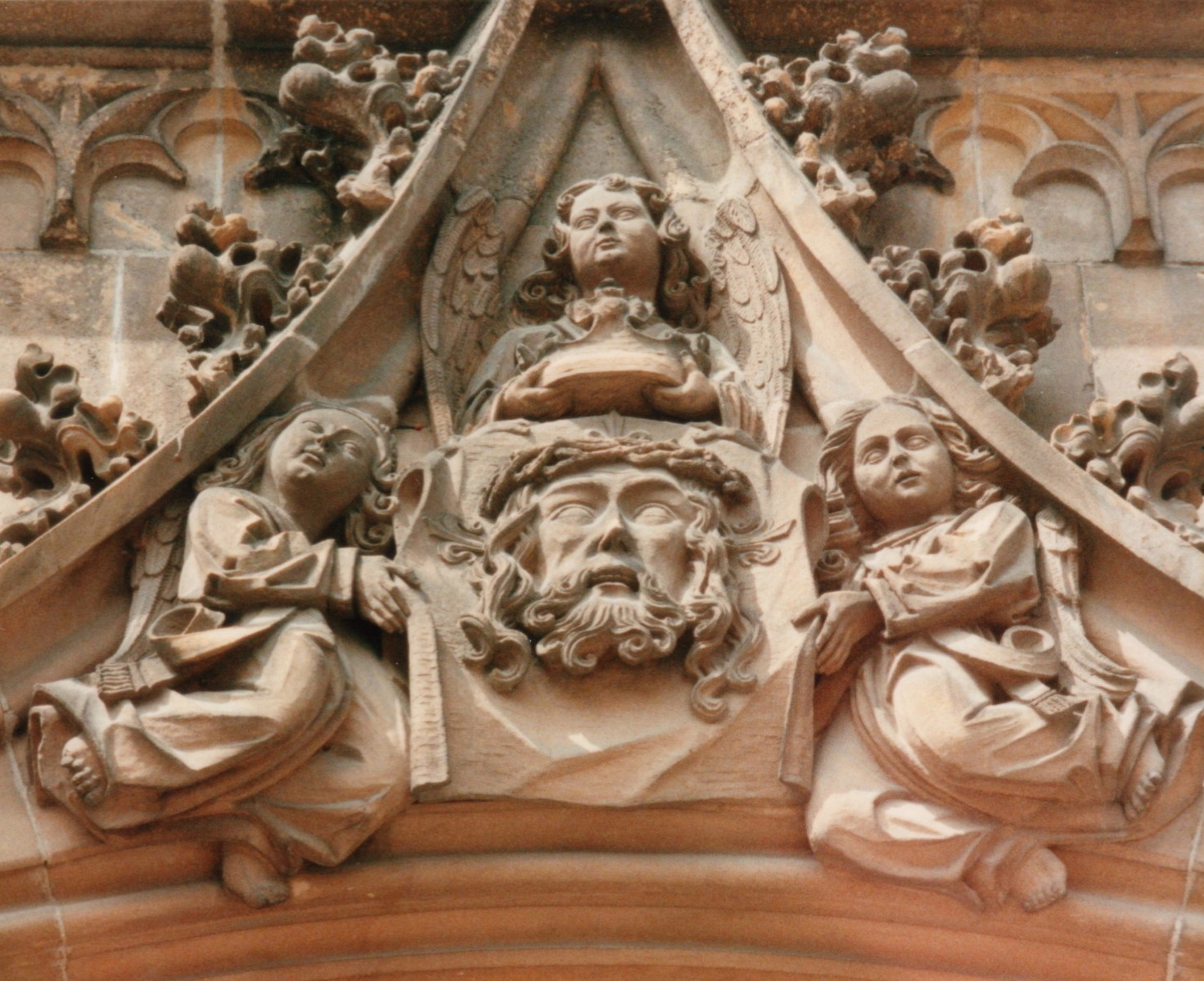
Ausschnitt aus dem Portal des Münsters zum Heiligen Kreuz

Rottweil gehörte zunächst zum Bistum Konstanz und war dem Archidiakonat „vor der Wald“ zugeordnet. Als Reichsstadt konnte Rottweil auch die religiösen Angelegenheiten selbst regeln. Die Reformation fand zunächst in den Zunftkreisen Zuspruch, wurde aber vom Magistrat der Stadt nicht eingeführt. Da der Verlust des Hofgerichtes drohte, lenkten Pfarrer Uhl und Bürgermeister/Schultheiß Möck und Mock ein: „Möck, Mock und Uhl retten Rottweil dem Hl. Stuhl“. Bis 1545 wurde im Konfessionsstreit – nach Kampitsch – nicht nur Blut vergossen, sondern 400 Anhänger der Reformation der Stadt verwiesen, die vor allem in der Schweiz, aber auch in den benachbarten Orten die „Bewegung“ unterstützten. Somit blieben Rottweil und die zugehörigen Orte bis ins 19. Jahrhundert katholisch.

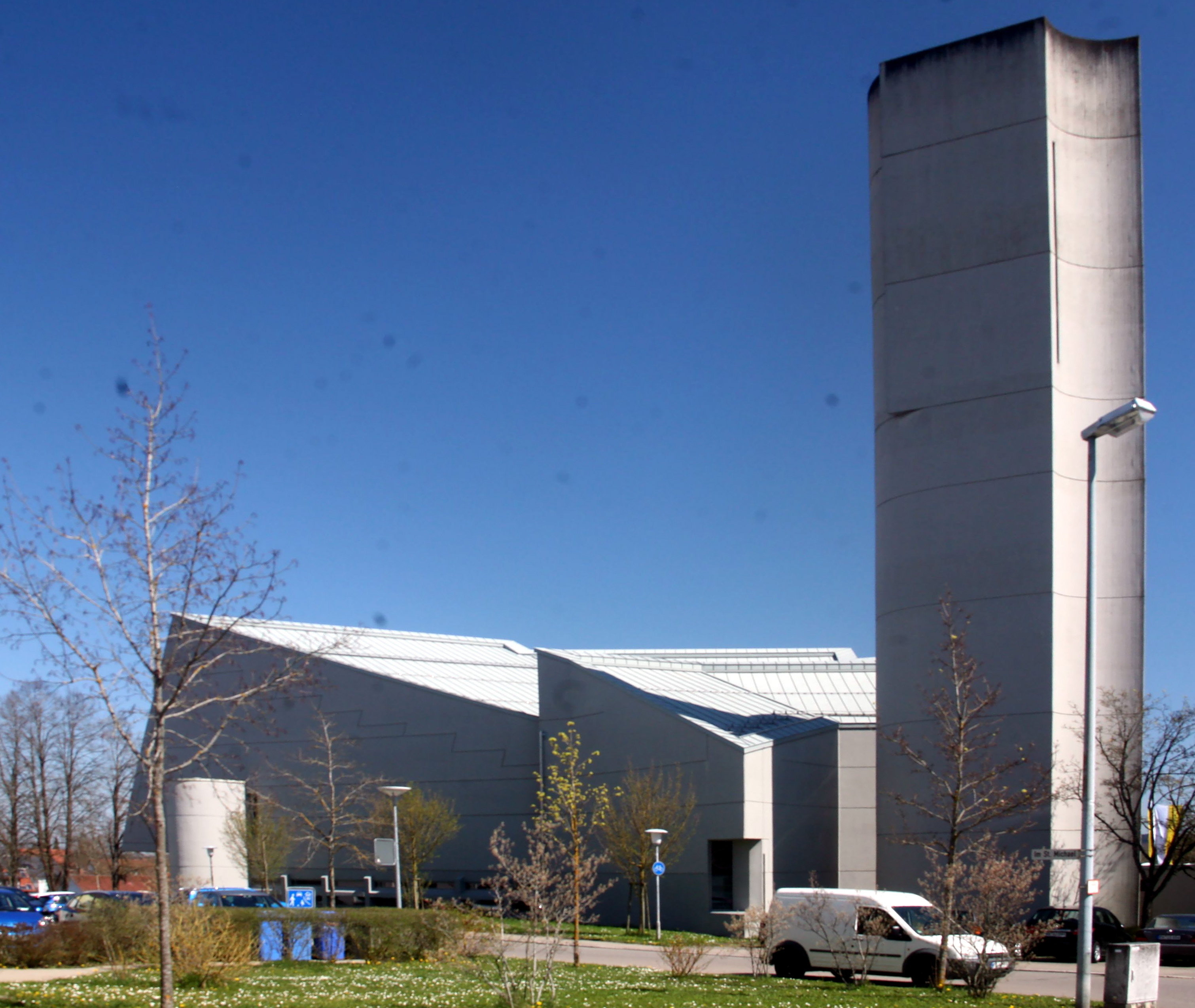
Auferstehung-Christi-Kirche

Seit 1821 bzw. 1827 gehören die katholischen Gemeinden im heutigen Stadtgebiet zum Bistum Rottenburg. Rottweil wurde Sitz eines Dekanats. Zu ihm gehören alle heutigen katholischen Gemeinden im Stadtgebiet. Sie bilden mehrere Seelsorgeeinheiten, so gehören zur Seelsorgeeinheit IV die Gemeinden Heilig-Kreuz Rottweil, die Gemeinde Auferstehung Christi Rottweil, die Gemeinde St. Maria Hausen und die Gemeinde St. Peter und Paul Neukirch. Die anderen Gemeinden im Stadtgebiet sind St. Pelagius Rottweil, St. Silvester Bühlingen, St. Michael Feckenhausen, St. Franziskus Xaverius Göllsdorf, St. Dionysius Neufra und St. Nikolaus Zepfenhan.
Das Dekanat Rottweil gehört zusammen mit dem Dekanat Oberndorf dem Dekanatsverband Rottweil-Oberndorf an, der seinen Sitz in Rottweil hat.
Im 19. Jahrhundert zogen auch wieder Protestanten nach Rottweil. Ab 1802 wurden die württembergischen Militärangehörigen in Rottweil von Flözlingen aus versorgt. Der damalige Pfarrer von Flözlingen, Amand Friedrich Landenberger, hatte vierwöchentlich im „Kaufhaus“ evangelisch zu predigen. Einen eigenen Garnisonsprediger gab es ab 1807. Die erste zivile Pfarrei wurde 1818 eingerichtet.
Nach Kampitsch wurde in den 1830er Jahren überlegt, die 120 Seelen zählende evangelische Gemeinde Rottweil zu einer Filiale Flözlingens zu machen. Dieser Plan soll am Widerstand der Flözlinger gescheitert sein. Tatsächlich zählte die Flözlinger Gemeinde 1834 610 Gemeindemitglieder und war damit Rottweil zahlenmäßig weit überlegen.

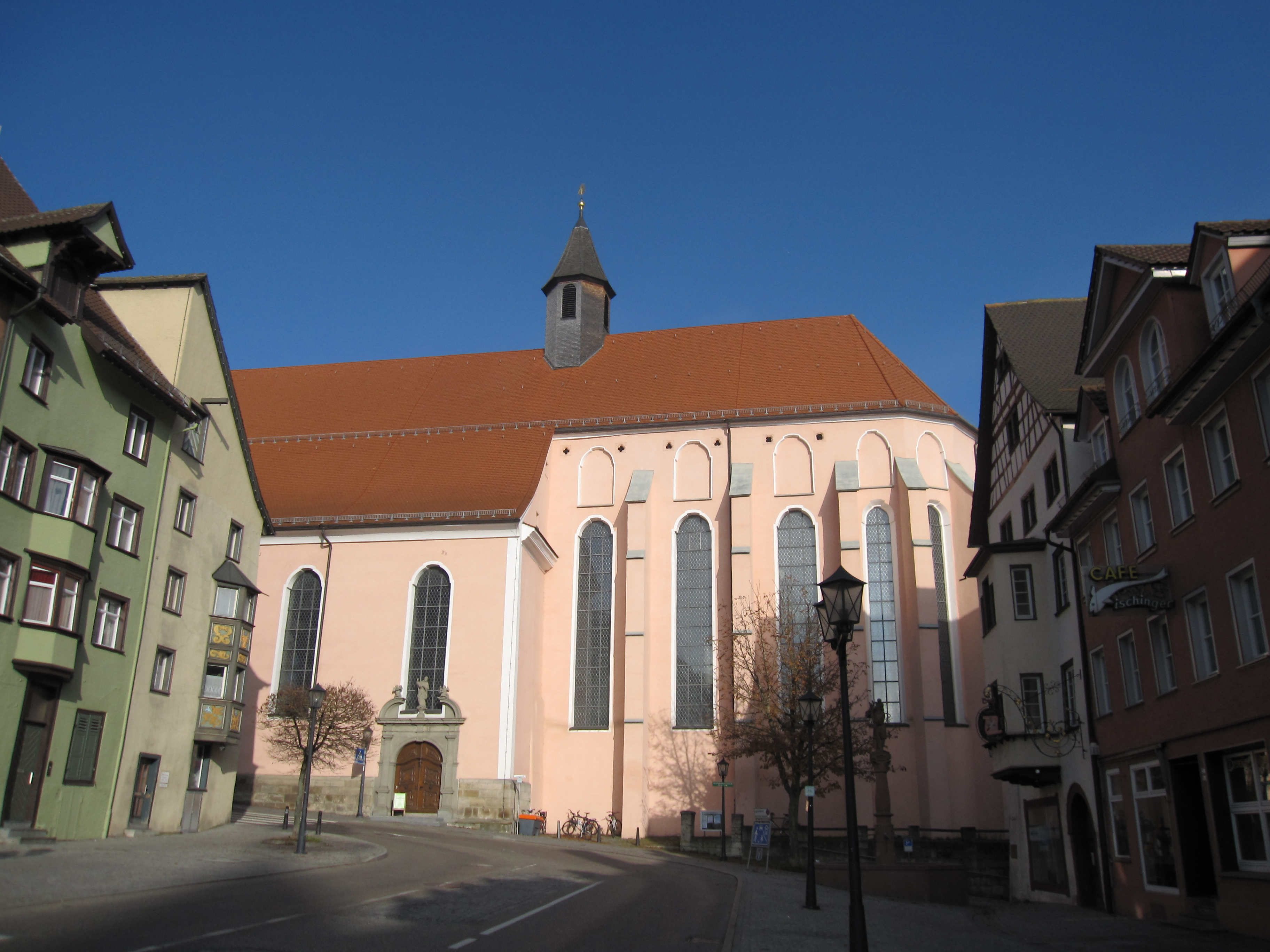
Evangelische Predigerkirche

Die evangelische Kirchengemeinde erhielt die ehemalige Dominikanerklosterkirche als Stadtpfarrkirche. Nach dem Zweiten Weltkrieg wurden drei weitere Pfarreien errichtet, 1958 die zweite, 1978 die dritte und 2000 die vierte Pfarrei. Die Predigerkirche ist die einzige evangelische Kirche im Stadtgebiet. Zu ihr gehören auch die Protestanten, die in den Rottweiler Stadtteilen und in einigen anderen Nachbargemeinden wohnen. Die Kirchengemeinde Rottweil gehört zum Kirchenbezirk Rottweil der Evangelischen Landeskirche in Württemberg.
Neben den beiden großen Kirchen gibt es in Rottweil auch Gemeinden, die zu Freikirchen gehören, darunter eine Freie evangelische Gemeinde. Auch die Neuapostolische Kirche ist in Rottweil vertreten.

## Politik

### Gemeinderat
- SPD: 4
- Grüne: 4
- FfR: 3
- FDP: 3
- FW: 4
- CDU: 7
- AfD: 1

Die Kommunalwahl am 9. Juni 2024 brachte bei einer Wahlbeteiligung von 56,8 % (2019: 54,3 %) folgendes Ergebnis (mit Differenz zur vorigen Kommunalwahl 2019):
| Partei / Liste           | Stimmenanteil | +/− %p | Sitze   | +/− |
| CDU                      | 27,3 %        | + 3,5  | 7 Sitze | + 1 |
| FWV                      | 17,6 %        | − 3,0  | 4 Sitze | − 1 |
| SPD                      | 14,5 %        | − 1,6  | 4 Sitze | ± 0 |
| Grüne                    | 14,2 %        | − 4,2  | 4 Sitze | − 1 |
| FDP                      | 11,5 %        | + 2,0  | 3 Sitze | ± 0 |
| Forum für Rottweil (FfR) | 10,6 %        | + 2,1  | 3 Sitze | + 1 |
| AfD                      | 04,2 %        | + 1,0  | 1 Sitze | ± 0 |

### Bürgerentscheid
Im September 2015 gab es einen durch ein Bürgerbegehren initiierten Bürgerentscheid. Es ging um die Frage, ob der Neubau der Justizvollzugsanstalt Rottweil auf dem Gewann Esch gebaut werden soll. Bei einer Abstimmungsbeteiligung von 48,5 % haben sich 58,4 % für den Neubau ausgesprochen. Die Stadt Rottweil erhielt für ihren vorbildlichen Bürgerdialog die „Demokratie-Rose“ des baden-württembergischen Landesverbandes Mehr Demokratie verliehen.
Im Frühjahr 2017 gab es einen durch den Gemeinderat initiierten Bürgerentscheid. Es ging um die Frage, ob eine 606 Meter lange Fußgänger-Hängebrücke eines privaten Investors das Neckartal überspannen und die historische Altstadt mit dem 246 Meter hohen TK-Elevator-Testturm für Aufzüge verbinden soll. Bei einer Abstimmungsbeteiligung von 48,4 % haben sich 71,6 % der Abstimmenden für den Bau ausgesprochen.

### Bürgermeister

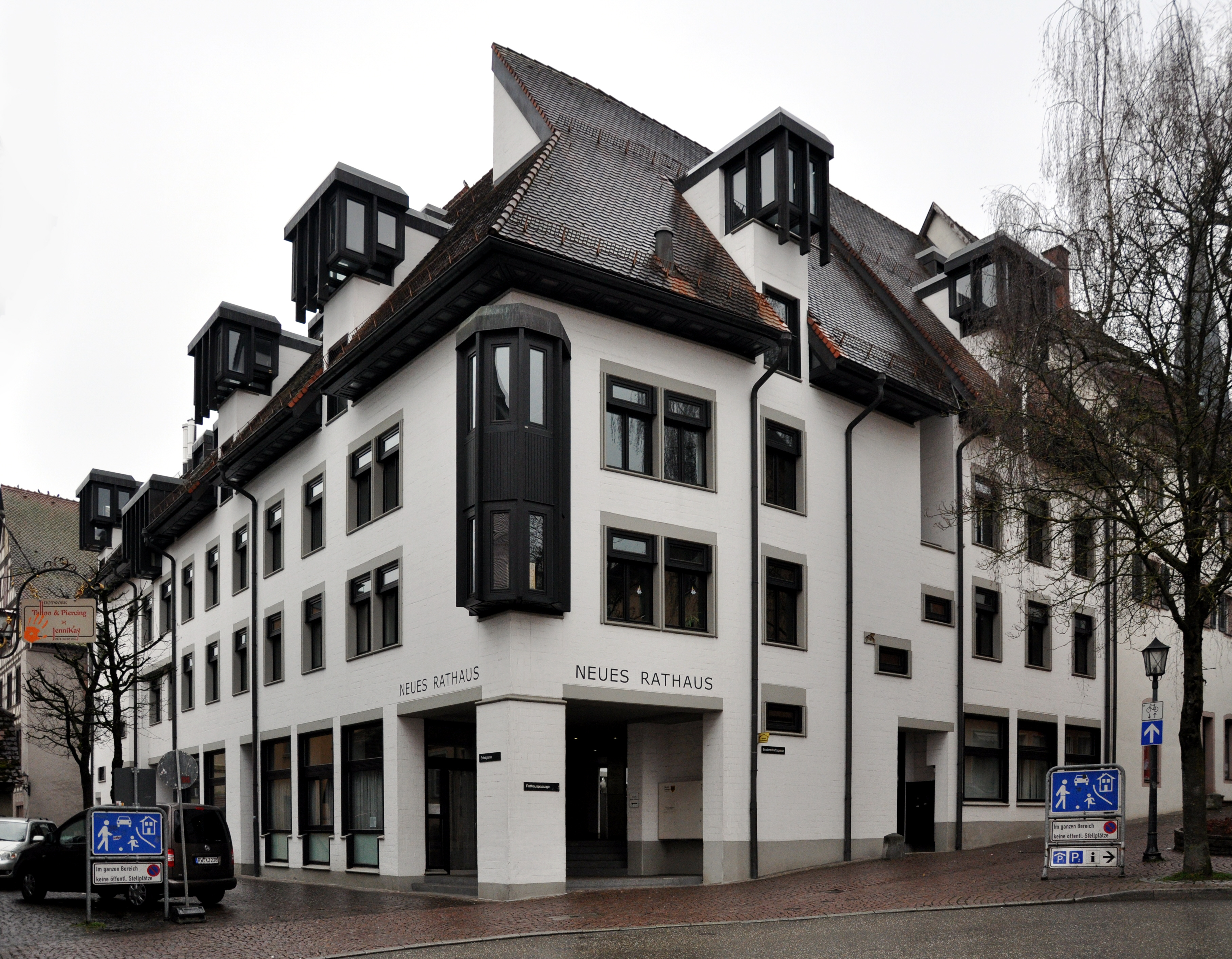
Das Neue Rathaus in Rottweil

Die Verwaltung Rottweils lag bis 1378 in den Händen verschiedener Geschlechter. Denen gegenüber standen die Zünfte. Beide einigten sich 1379 dahingehend, dass aus jeder Zunft zwei Zunftmeister als Vertreter in den Rat gewählt wurden. Der Rat bestand aus einem Großen Rat und einem Kleinen Rat. Der Große Rat hatte 80, ab 1480 nur noch 52 Mitglieder. Der Kleine Rat hatte 30 Mitglieder. Die obersten Beamten der Stadt waren Schultheiß, Bürgermeister, Obervogt, Pürschvogt, Kastenherr, Bruderschafts- und Spital-Oberpfleger, Oberbaumeister und 18 Zunftmeister, die ihre Ämter mit Ausnahme des Schultheißen und des Bürgermeisters, auf Lebenszeit innehatten. Schultheiß und Bürgermeister wechselten jährlich und wurden im Chor des Heilig-Kreuz-Münsters durch „Bohnenwurf“ gewählt.
Nach dem Übergang an Württemberg 1803 leitete der Stadtoberamtmann mit dem Magistrat die Stadt. 1808 hatte die Stadt einen Bürgermeister, ab 1822 einen Stadtschultheißen und ab 1930 erneut einen Bürgermeister an der Spitze. Daneben gab es den Gemeinderat.
Nachdem die Einwohnerzahl Rottweils 1969 die 20.000-Marke überschritt, wurde die Stadt deshalb auf ihren Antrag zum 1. Juni 1970 zur Großen Kreisstadt erhoben. Seither trägt das Stadtoberhaupt von Rottweil die Amtsbezeichnung „Oberbürgermeister“. Dieser wird von den Wahlberechtigten für eine Amtszeit von acht Jahren direkt gewählt. Er ist Vorsitzender des Gemeinderats. Sein allgemeiner Stellvertreter ist der 1. Beigeordnete mit der Amtsbezeichnung „Bürgermeister“.
Bei der Oberbürgermeisterwahl am 5. April 2009 setzte sich der gebürtige Rottweiler Ralf Broß (parteilos) mit 58,6 % der abgegebenen gültigen Stimmen bei einer Wahlbeteiligung von 50,9 % gegen seine Mitbewerber, darunter den Amtsinhaber Thomas Engeser, durch.
Am 7. Mai 2017 wurde Broß im ersten Wahlgang wiedergewählt. Da Ralf Broß seinen Rücktritt als Oberbürgermeister ankündigte (er wurde im November 2022 Geschäftsführer des Städtetags Baden-Württemberg), fand im Herbst 2022 eine OB-Wahl statt, in dessen 2. Wahlgang am 16. Oktober 2022 sich der seit 2016 amtierende Rottweiler Bürgermeister Christian Ruf (* 1983, CDU), der unter anderem für die Bereiche Bau, Schulen und Forst zuständig und OB-Stellvertreter war, mit 50,1 % der Stimmen gegen den Geschäftsführer der Bundesakademie für musikalische Jugendbildung Trossingen, Simon Busch (parteilos, 47,1 %) und einen Bewerber der AfD (2,6 %) durchsetzen konnte. Ruf trat das Amt am 1. Dezember 2022 an.

### Wappen

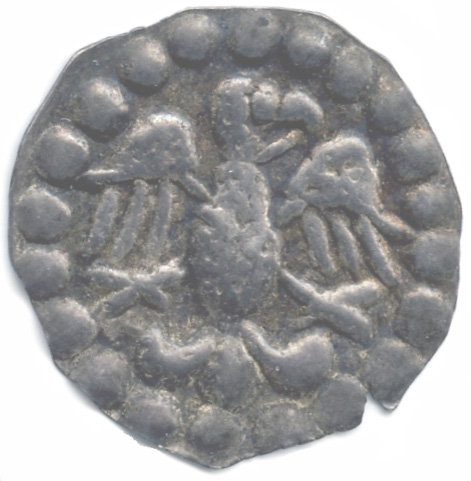
Rottweiler Pfennig, um 1200

Das Wappen von Rottweil zeigt in Gold einen rot bewehrten und rot bezungten schwarzen Adler, die Brust belegt mit einem goldenen Hochkreuz. Die heute verwendeten Stadtfarben schwarz-gelb in der Flagge wurden offiziell nicht festgelegt, sondern sind eine Hommage an das Haus Württemberg.
Die ursprünglichen Stadtfarben rot-weiß sind die Farben der früheren Reichsstädte. Eine Rückbesinnung auf diese vollzieht sich derzeit.
Der Reichsadler symbolisiert die ehemalige Reichsstadt. Der Adler ist schon in den Siegeln von 1280 nachweisbar. Im 16. Jahrhundert tritt neben dem Adler zur Unterscheidung das Hochkreuz auf. Es wird mit dem Heiligkreuzpatrozinium der Pfarrkirche in Verbindung gebracht. Über die Blasonierung gibt es verschiedene Darstellungen. Die heutige Form des Wappens wurde 1955 festgelegt.

### Städtepartnerschaften
Rottweil unterhält mit folgenden Städten eine Städtepartnerschaft:
- Brugg, Schweiz, seit 1913
- Imst, Österreich, seit 1964
- Hyères, Frankreich, seit 1970
- L’Aquila, Italien, seit 1988

## Kultur und Sehenswürdigkeiten

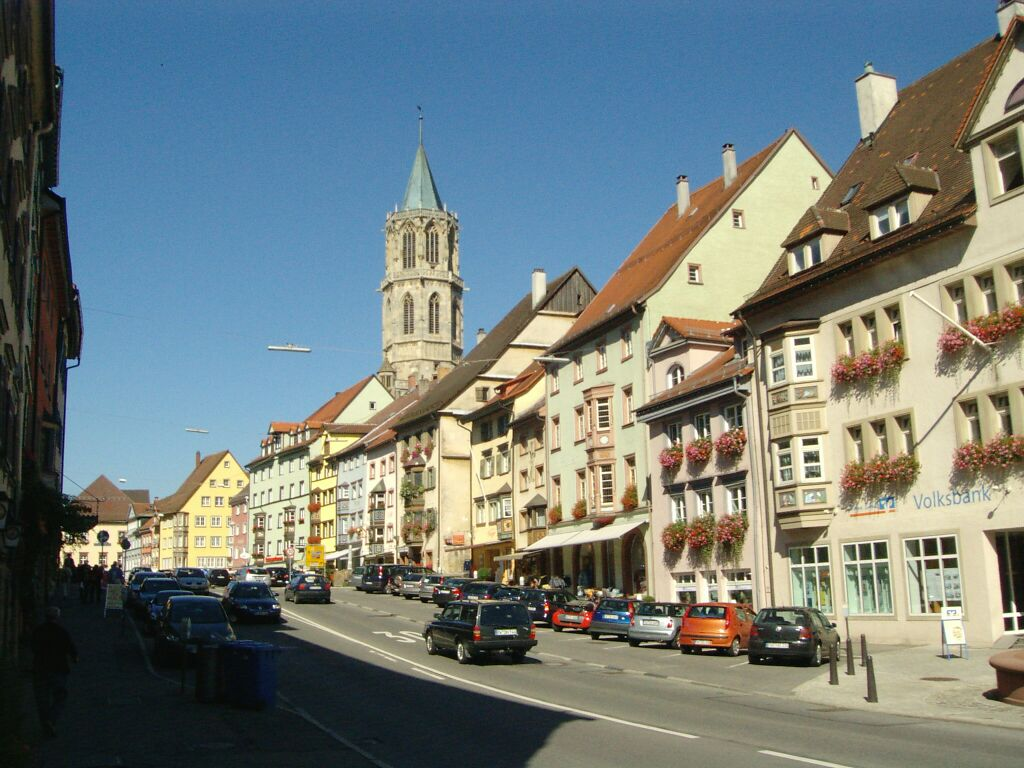
Kapellenkirche

Die Stadt liegt an der Deutschen Uhrenstraße. Sehenswert in diesem Zusammenhang sind
- Steinerne Sonnenuhr am Heilig-Kreuz-Münster
- Sonnenuhr auf Wappenscheibe Zit im Saal des alten Rathauses
- Sonnenuhr am Stadtarchiv in der Engelgasse 13
- Salinenuhr im Salinenmuseum (Turmuhr aus dem 18. Jahrhundert)

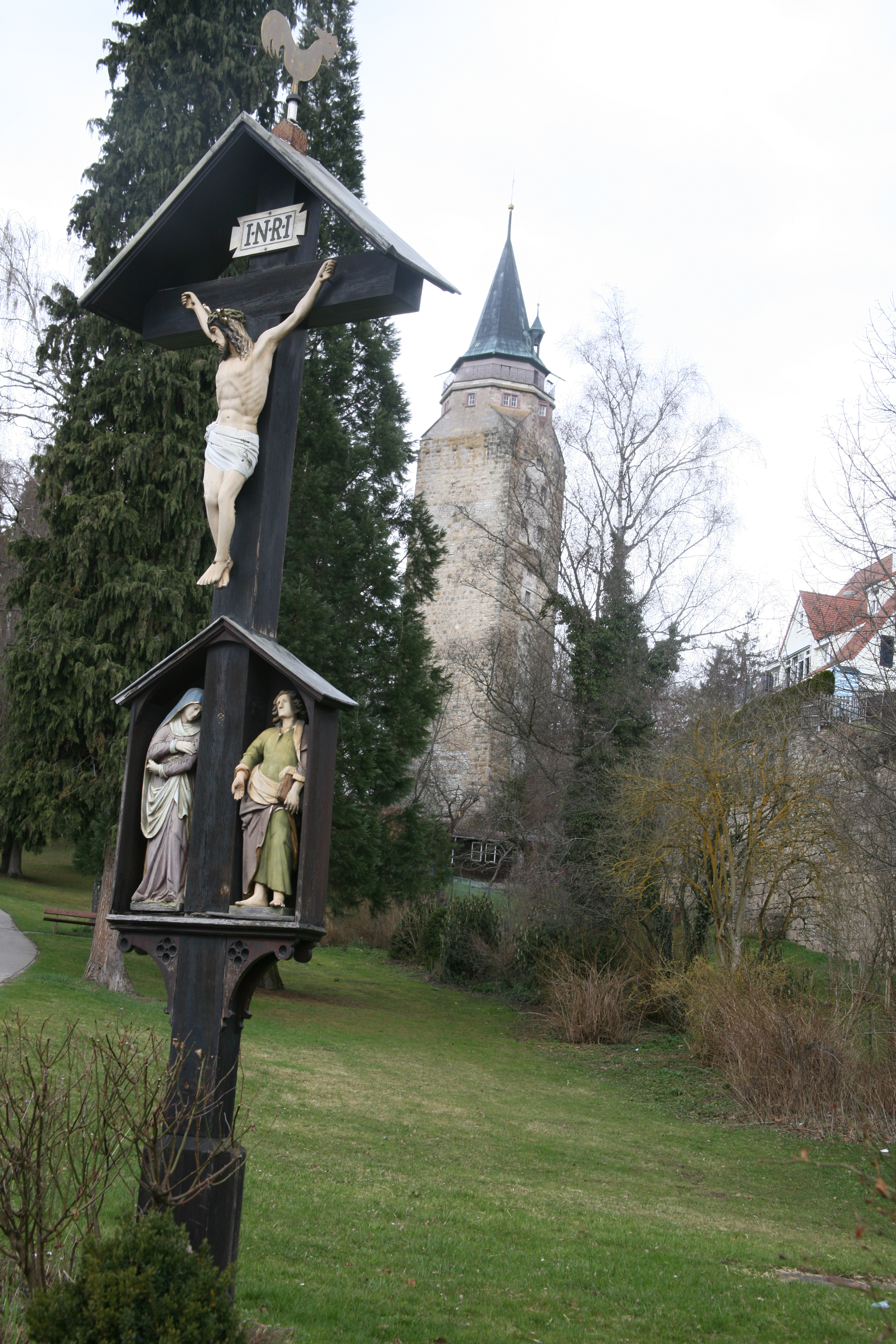
Der Hochturm

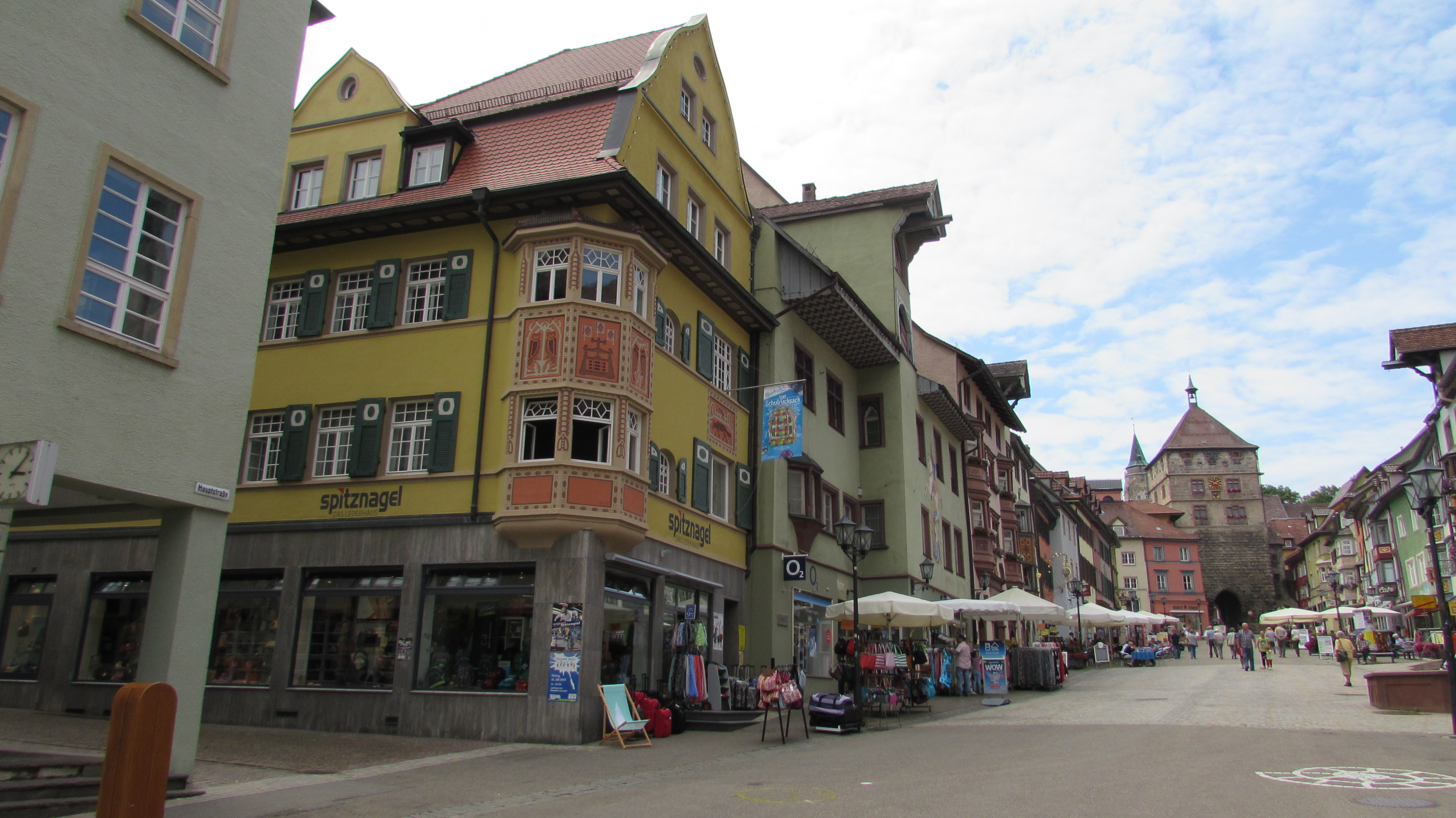
Blick in die Hauptstraße

Der mittelalterliche Stadtkern von Rottweil wird von den Bewohnern besonders gepflegt. In der Umgebung gibt es in dieser Größenordnung keine weitere Stadt mit einem vergleichbar erhaltenen Stadtbild. Typisch für Rottweil sind die traufständigen Bürgerhäuser mit ihren zahlreichen Erkern, meist aus der Barockzeit. An Sakralbauten prägen das Heilig-Kreuz-Münster, die Kapellenkirche mit dem berühmten Turm, die Predigerkirche und die Lorenzkapelle die Silhouette. Weitere Kapellenbauten schmückten einst zusätzlich das Stadtbild. Von der Stadtbefestigung blieben Teile der Befestigung, der Hochturm, der Pulverturm, Reste des Predigerturms und das innerstädtische Schwarze Tor, ursprünglich das Waldtor, erhalten. Auch die Hochbrücke darf als Teil der Stadtbefestigung gesehen werden. Beim 54 Meter hohen Hochturm handelt es sich um einen staufischen Buckelquaderturm mit spätgotischen Aufbauten. Er diente der Stadt als Gefängnis und wurde ebenso als Wachturm benutzt.
Abgegangen sind dagegen das Hochbrücktor, das Autor am Ende der unteren Hauptstraße, das Flöttlinstor und das Neutor mit Rotem Turm im Waldtorort, dem Viertel oberhalb des Schwarzen Tores. Das Hochbrücktor und das Flöttlinstor wurden im Jahr 1824 abgebrochen. Mehlsack und Johanniterturm gingen bereits im Dreißigjährigen Krieg ab und wurden wie die Au- und Hochbrücktor-Vorstadt in dieser Zeit zerstört und geschleift. Der Johanniterturm war Teil der Johanniterkommende Rottweil. Im Jahre 1643 wurde eben die Kommende schwer beschädigt. Auch diese Vorstädte waren befestigt und mit Toren und Türmen versehen.
Kleindenkmale zieren zusätzlich das Straßenbild. Neben dem Marktbrunnen entstanden im Verlauf der vergangenen Jahrzehnte erneut nach altem Vorbild der Christopherusbrunnen, der Grafenbrunnen, der Salzbrunnen und zahlreiche weitere Kleinbrunnen. Weitere wichtige Brunnen warten noch auf ihre Rekonstruktion, so unter anderem der Rösslebrunnen, der Kapuzinerbrunnen und der ursprüngliche Spitalbrunnen. Der Grabenbadbrunnen bei Rottweil hat ein schwefeliges Heilwasser. In der Badstube bot der Bader in der Regel nach Geschlechtern getrennt Dampf und Schwitzbäder sowie Wasserbäder an, denen er bei Bedarf Kräuter hinzumischte. Bader boten im Mittelalter nicht nur Reinigung und Haareschneiden an, sondern auch Linderung bei Leiden aller Art. Neben dem Aderlass, kleineren operativen Eingriffe wie Zähneziehen gesellte sich auch die Wundbehandlung zu den Dienstleistungen.

### Bauwerke

#### Profanbauten

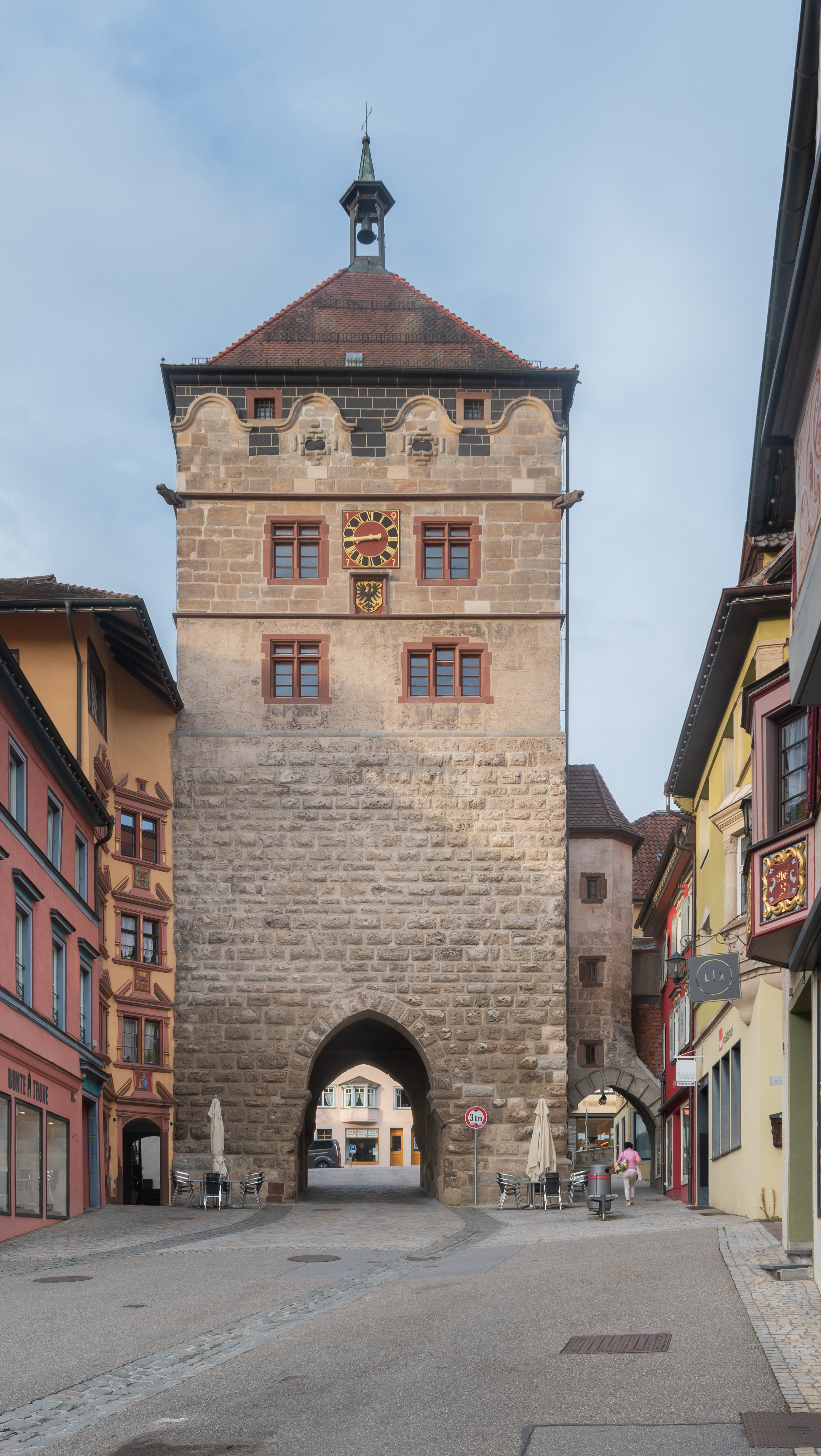
Das Schwarze Tor in Rottweil

Das Schwarze Tor, ein Teil der 1230 errichteten staufischen Befestigung, gilt als Wahrzeichen der Stadt.
Weitere bedeutende Bauwerke sind der als Aussichtsturm genutzte Hochturm, ein staufischer 54 Meter hoher Buckelquaderturm aus dem 13. Jahrhundert, das Alte Rathaus, ebenfalls aus dem 14. Jahrhundert, die Hochbrücke über den tiefen Stadtgraben und die ehemalige Pulverfabrik Rottweil (Neckartal). Die unter Denkmalschutz stehende ehemalige Städtische Turnhalle Rottweil wird seit dem Jahr 2000 als Markthalle genutzt. Daneben gibt es zahlreiche alte Wohnhäuser in der Stadt. Das Alte Rathaus wurde im 14. Jahrhundert erstmals erwähnt, in der Renaissance umgebaut, u. a. mit zahlreichen Fresken. Es beherbergt den historischen Ratssaal von 1521 und die Kapelle des Kaiserlichen Hofgerichts (16. Jahrhundert).
Die Burgruine Bernburg, eine mittelalterliche Burgruine, befindet sich am nördlichen Stadtrand von Rottweil.
Das 1975 stillgelegte Gebäude des Kraftwerks Rottweil mit den 75 Meter hohen Schornsteinen am Eingang des Gewerbeparks Neckartal ist ein Industriedenkmal. Davor stand der Bau vom Anfang des 20. Jahrhunderts lange leer. Die Architektur von Paul Bonatz – der auch den Stuttgarter Hauptbahnhof entworfen hat – war dem Zerfall überlassen. Ein neues Konzept brachte um das Jahr 2000 den Wandel für den Gewerbepark und für das Kraftwerk: Eine Mischung aus sanierten Gebäuden, Ruinen und Baustellen prägt das Bild im Neckartal, im Kraftwerk finden seitdem Partys und Kulturveranstaltungen statt.
Die Johanniterschule Rottweil gehört zu den ersten eigenständig ausgeführten Auftragsarbeiten der Brüder Paul und Karl Bonatz. Zeitgleich mit dem reformpädagogischen Bau entstanden die Krankenhäuser in Straßburg.

#### Sakralbauten
Die katholische Hauptkirche der Stadt ist das Münster Heilig Kreuz. Es wurde wohl im 12. Jahrhundert errichtet. Die Kapellenkirche (Mariä Himmelfahrt) erhielt ihren Namen nach der Stelle, an der eine Wallfahrtskapelle mit einer schon lange versiegten Heilquelle für Augenleiden stand. Den Hochaltar schuf der Nürnberger Bildhauer Johann Konrad Krausser.
Die Predigerkirche, die ehemalige Dominikaner-Klosterkirche, die im 13. Jahrhundert erbaut und 1753 umgestaltet wurde, ist seit 1818 evangelische Stadtkirche Rottweils.
Weitere Kirchen sind die Ruhe-Christi-Kirche, 1710 bis 1715 als städtische Votivkirche nach dem Spanischen Erbfolgekrieg errichtet durch Matthäus Scharpf, und die Pfarrkirche St. Pelagius in der Altstadt, die älteste Pfarrkirche der ganzen Gegend, die bereits im 11. Jahrhundert errichtet wurde. Die ehemalige Friedhofskirche St. Lorenz ist seit Jahrzehnten als Lorenzkapelle Museum. Das ehemalige Zisterzienserinnen-Reichsstift Rottenmünster ist seit 1898 ein Krankenhaus. Das ehemalige Spital zum Hl. Geist ist ein Altenheim. Das ehemalige Kapuzinerkloster, wurde zunächst als Gasthaus Sonne umgenutzt und ist mittlerweile ein mehrgenerationenhaus mit einem Konzertsaal (Sonnensaal).
In den Stadtteilen gibt es folgende Kirchen:
- Katholische Kirche St. Michael in Feckenhausen, erbaut 1871, nachdem die Vorgängerkirche abgebrannt war.
- Katholische Kirche St. Xaver in Göllsdorf, erbaut 1952 bis 1955. Die alte Kirche war bereits 1726 als Filialkirche von Rottweil-Altstadt erbaut worden.
- Katholische Kirche Unserer Lieben Frau in Hausen ob Rottweil, erbaut 1857/1858 anstelle einer alten Kapelle.
- Katholische Pfarrkirche St. Dionysius in Neufra, erbaut 1813, doch gab es wohl früher auch eine Kirche. Eine Kapelle an der Straße nach Aixheim wurde im 19. Jahrhundert abgebrochen.
- Katholische Kirche St. Peter und Paul in Neukirch, erbaut 1737.
- Katholische Kirche St. Nikolaus in Zepfenhan, erbaut 1953, doch gab es bereits 1789 eine Kirche, deren Vorgängerbau schon 1684 genannt wird.

### Museen
- Dominikanermuseum Rottweil
- Stadtmuseum Rottweil
- Kunstsammlung Lorenzkapelle

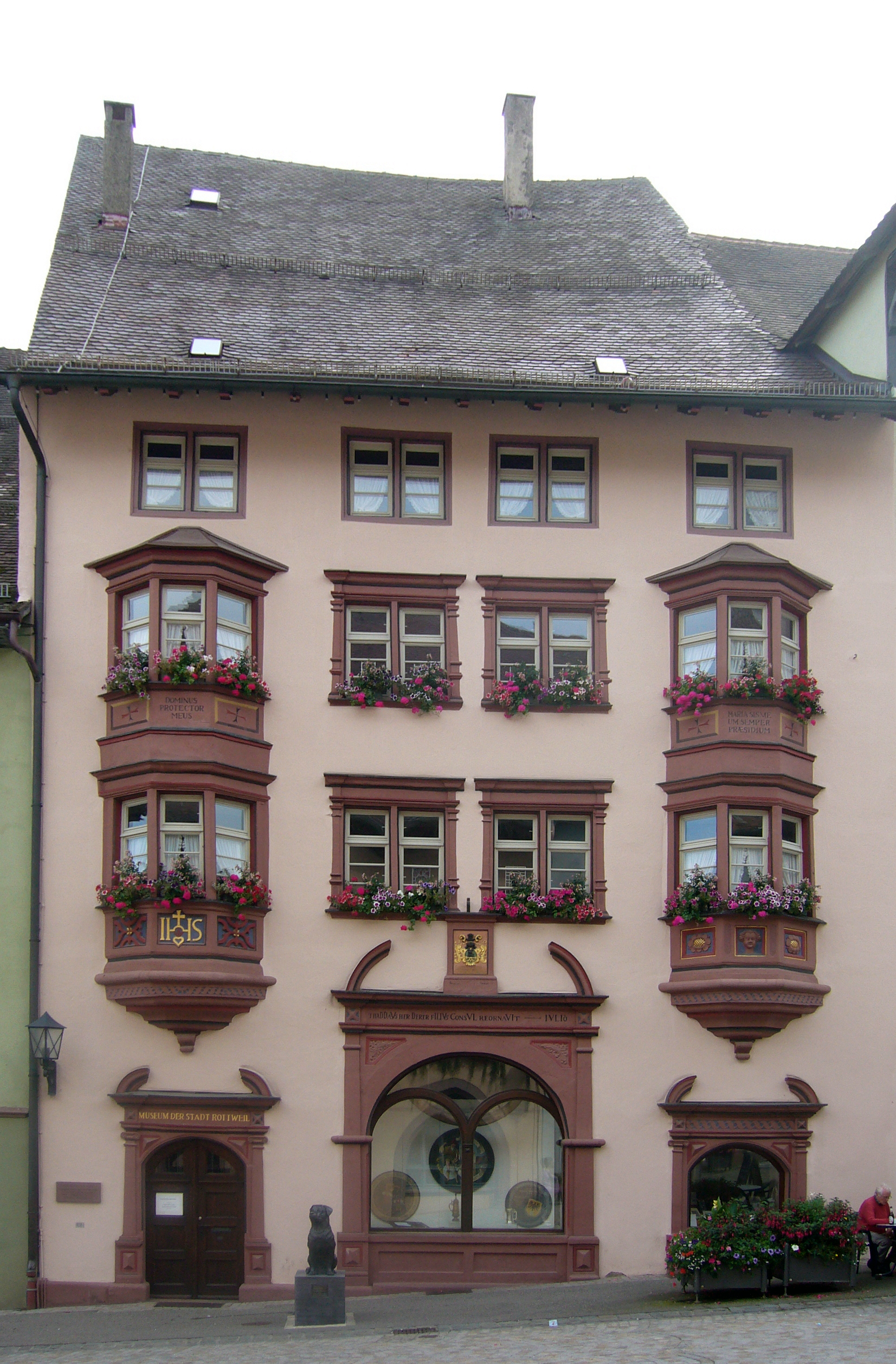
Stadtmuseum Rottweil mit Rottweiler-Denkmal im Vordergrund

- Kunststiftung Erich Hauser mit Skulpturenpark
- Forum Kunst
- Kunstdünger Hausen
- Skulpturengarten Oberrotenstein Hausen
- Puppen- und Spielzeugmuseum
- Salinenmuseum Unteres Bohrhaus
- Römerpfad Altstadt
- Römisches Legionsbad

### Testturm

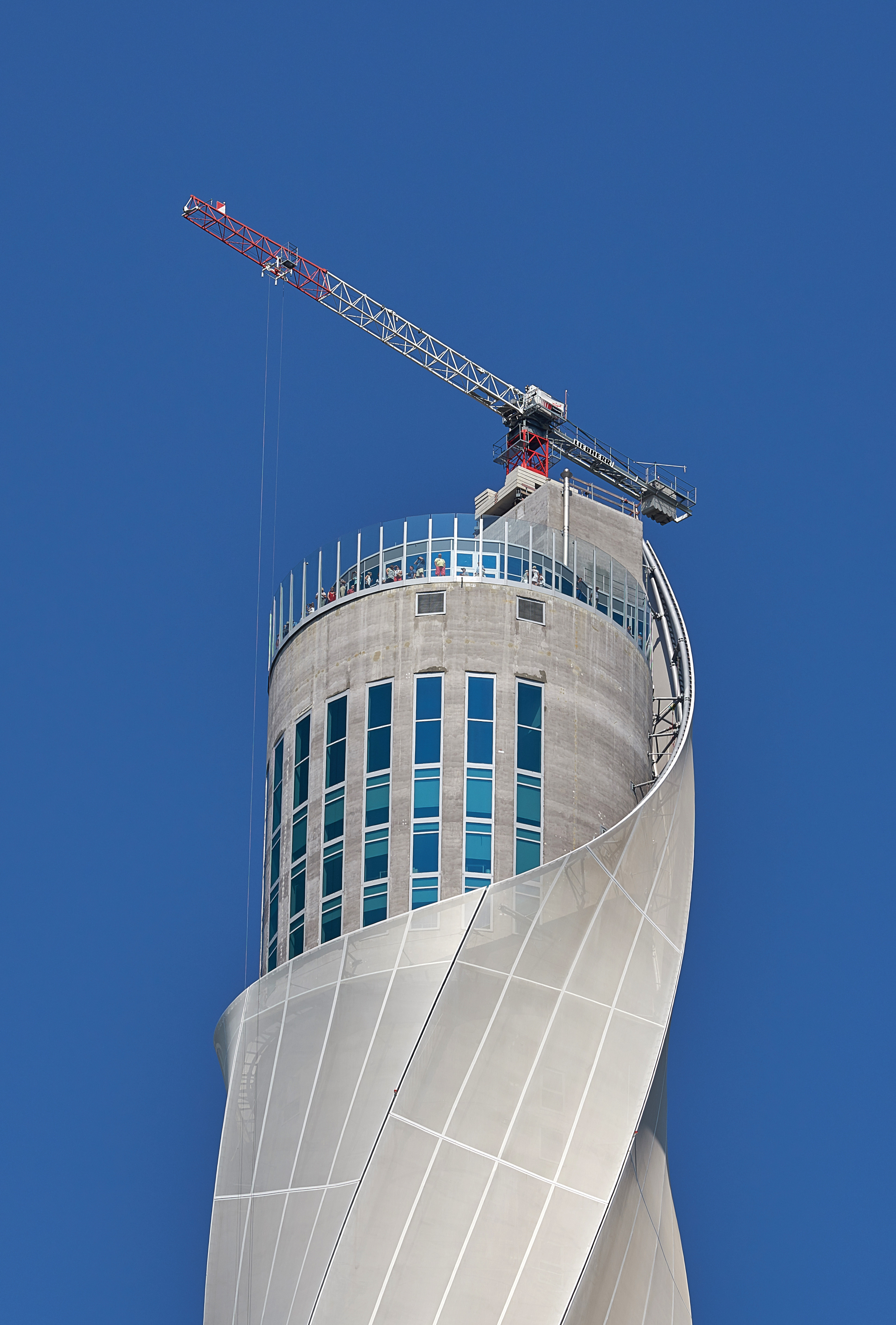
TK-Elevator-Testturm

In Rottweil steht der 246 Meter hohe TK-Elevator-Testturm, der weltweit zweithöchste Testturm für Aufzugsanlagen. Die Konstruktion dient dem Test und der Zertifizierung von Hochgeschwindigkeitsaufzügen. Die öffentliche Besucherplattform auf 232 Meter Höhe ist die höchste Besucherplattform Deutschlands. Der Turm wurde von 2014 bis 2017 von der ThyssenKrupp Elevator AG errichtet. Das Design des Turmes stammt von dem Architekten Helmut Jahn.

### Fasnet

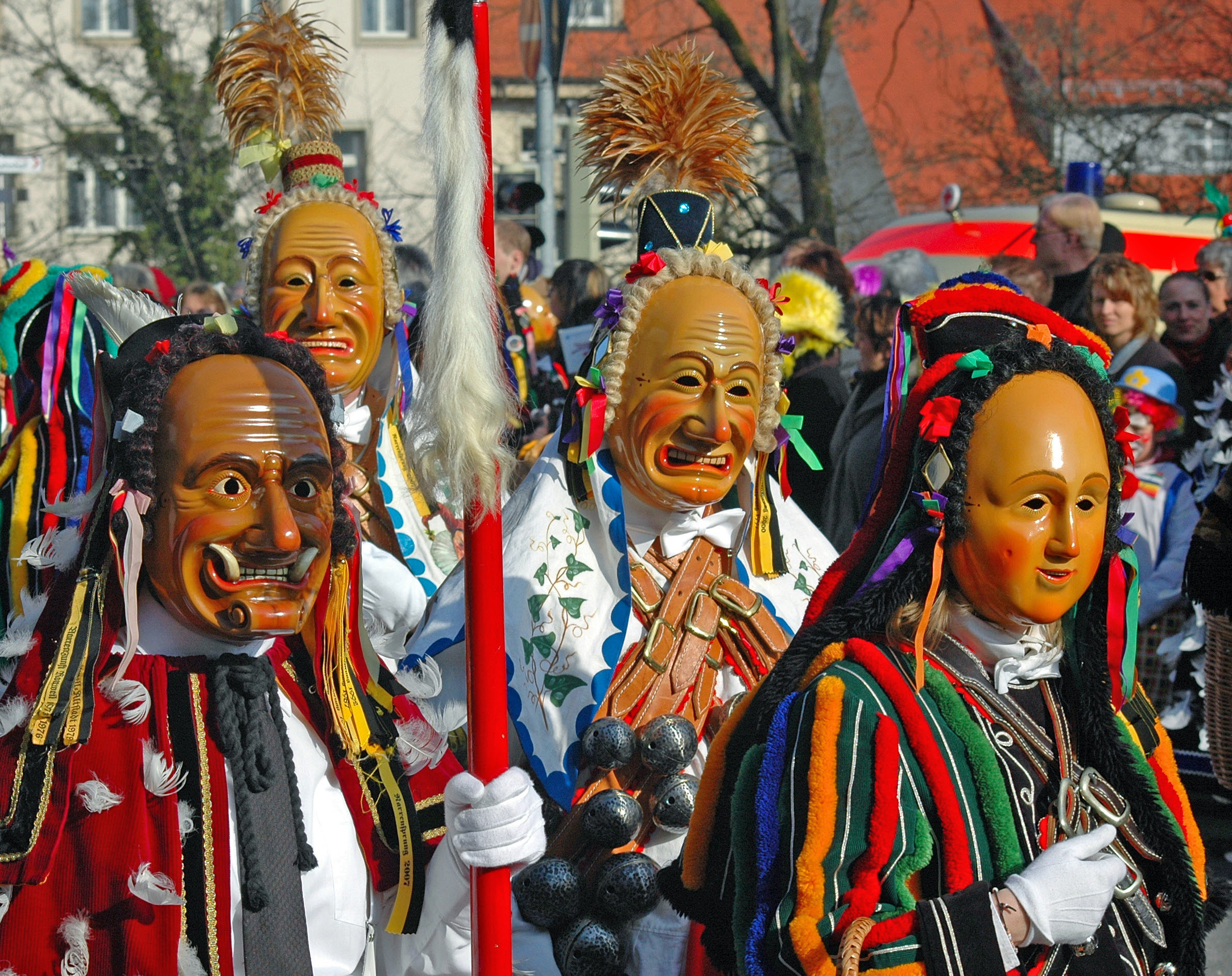
Larven der Rottweiler Fasnet 2007

Über die Region hinaus bekannt ist die ehemalige Freie Reichsstadt für ihre Fasnet, die auf eine jahrhundertealte Geschichte zurückblicken kann und zu den prächtigsten der schwäbisch-alemannischen Fasnet gehört. Jedes Jahr gehen beim Rottweiler Narrensprung am Fasnetsmontag und Fasnetsdienstag 3.000 Narren durch das Schwarze Tor „d’Stadt nab“, und 20.000 Zuschauer verfolgen im mittelalterlichen Stadtkern das bunte Treiben. Gemeinsam mit den Zünften aus Elzach, Oberndorf und Überlingen bildet die Narrenzunft Rottweil den Viererbund.
Der Rottweiler Narrenmarsch wurde im Jahre 1882 von Heinrich von Besele komponiert. Später schrieb Otto Wolf den Text zum Narrenmarsch. Neben dem Narrenmarsch hört man während des Umzugs auch immer wieder den „Altjägermarsch“, den Marsch der Freiwilligen Jäger aus den Befreiungskriegen von 1813 bis 1815.

### Stadtschreiberstipendium Rottweil
Seit 2001 vergibt die Stadt ein Aufenthaltsstipendium für zumeist junge Autorinnen und Autoren aus Deutschland und der Schweiz, verbunden mit einem dreimonatigen Aufenthalt im Internat „Bischöfliches Konvikt“. Zu den Preisträgern zählten bislang unter anderem Rainer Wochele (2001), Martin von Arndt (2003), Sabine Reber (2004), Wolfram Lotz (2009), Catalin Dorian Florescu (2011), Lisa-Marie Dickreiter (2013), Carola Gruber (2015), Julia Willmann (2017), Alex Burkhard (2019), Anais Clerc (2024).

### Regelmäßige Veranstaltungen
- Ferienzauber
- Jazzfest
- Rottweil Musikfestival Sommersprossen (seit 1967)
- Klassikreihe Dreiklang
- Jazz im Refektorium
- Blueskonzerte (Bluesbüro)
- Literaturtage (zweijährig im Wechsel mit Brugg/Schweiz)
- Stadtschreiberstipendium und Lesungen
- Saukirbe (alle zwei Jahre im Stadtteil Göllsdorf)
- Stadtfest (seit 2003 alle zwei Jahre)
- Weihnachtsmarkt
- Ausstellungen zeitgenössischer Kunst (Forum Kunst, Kunstraum im Dominikanermuseum, Kunstdünger Hausen)
- Narrensprung am Fasnetmontag
- Theateraufführungen des Zimmertheaters
- Konzerte der Kirchen (z. B. Sommerkonzerte, Orgelkonzerte, Chorkonzerte, Münstersängerknaben)

## Verkehr

### Eisenbahnverkehr

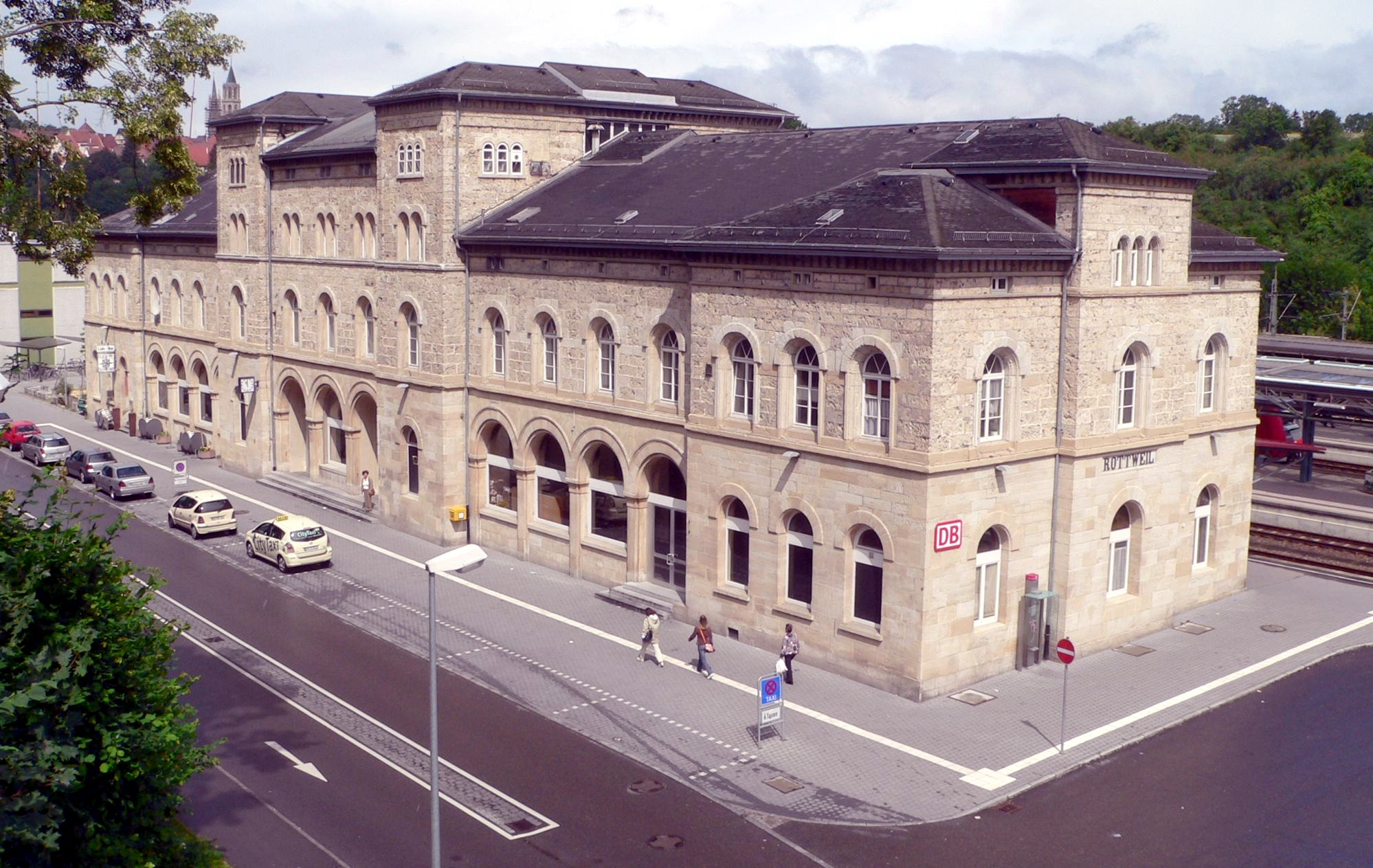
Bahnhof Rottweil

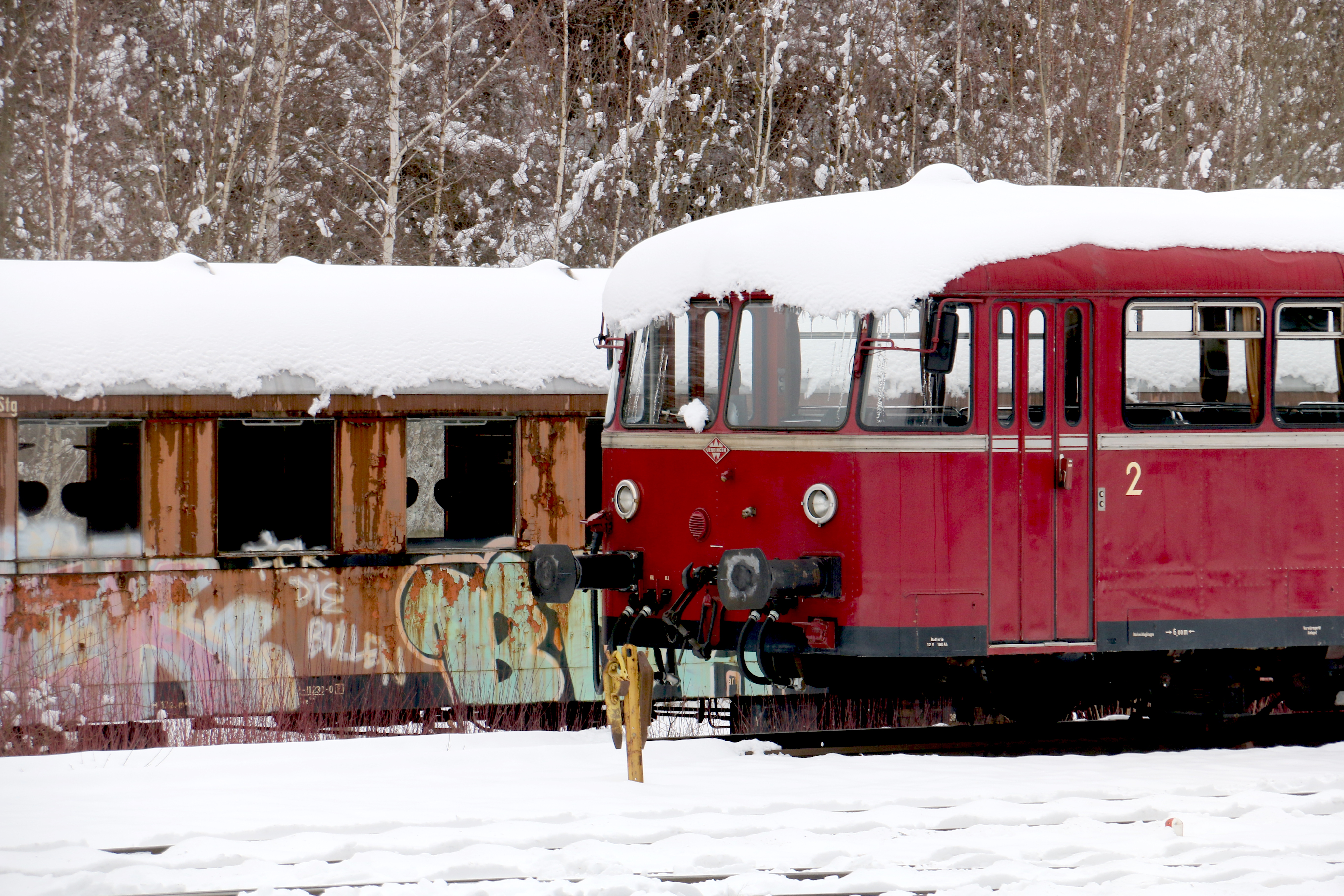
Alter Schienenbus der EFZ in Rottweil (2018)

Rottweil ist ein regionaler Eisenbahnknoten, an dem zwei, bis 1971 drei Eisenbahnstrecken aufeinandertreffen. Älteste von ihnen ist die Bahnstrecke Plochingen–Immendingen, im Bereich Rottweil Teil der Gäubahn. Der Bahnhof Rottweil ist Intercity-Halt und Umsteigebahnhof. Es verkehrt stündlich die IC-Linie von Zürich beziehungsweise Singen nach Stuttgart. Zusätzlich fahren stündlich Regional-Express-Züge in Richtung Stuttgart bzw. zweistündlich in Richtung Singen. In Rottweil trifft außerdem die Strecke aus Villingen auf die Hauptstrecke. Auf ihr verkehren unter anderem Regionalexpress-Züge von Rottweil über Villingen bis Neustadt (Schwarzwald) und Freiburg. Die ehemalige Bahnstrecke Balingen–Rottweil ist von Balingen bis Schömberg in Betrieb, aber im Landkreis Rottweil teilweise abgebaut. Seit Einführung des Ringzugs hat sich der Nahverkehrsanschluss von Rottweil in Richtung Süden wesentlich verbessert. Es wurden neue Haltepunkte in Rottweil-Neufra, Rottweil-Göllsdorf sowie in Rottweil Saline geschaffen. Rottweil ist in den Verkehrsverbund Schwarzwald-Baar-Heuberg eingegliedert.

### Busverkehr
In Rottweil verkehren 13 Stadtbuslinien die von der Stadtbus Rottweil GmbH eigenwirtschaftlich betrieben werden. Diese verbinden die Innenstadt mit den Außenbezirken sowie allen Stadtteilen.
Von Rottweil aus verkehren Regionalbuslinien unter anderem nach Balingen, Oberndorf am Neckar und Schramberg.

### Straßenverkehr
Mit dem Auto erreicht man Rottweil über die Bodenseeautobahn 81 Stuttgart–Singen, Ausfahrt Rottweil. Die Stadt liegt an der Bundesstraße 27 zwischen Schaffhausen und Stuttgart, an der B 14, welche von Stockach am Bodensee über Tuttlingen nach Rottweil und weiter über Horb am Neckar nach Stuttgart führt, und an der B 462 von Rottweil durch den Schwarzwald nach Freudenstadt und Rastatt.

### Radverkehr
Durch Alltagsrouten aus dem Radnetz Baden-Württemberg ist Rottweil 
- über den Stadtteil Göllsdorf und über Schömberg mit Balingen,
- über den Stadtteil Neufra und über Aldingen und Spaichingen mit Tuttlingen,
- über den Stadtteil Bühlingen und über Deißlingen mit Villingen-Schwenningen,
- über Zimmern ob Rottweil und Dunningen mit Schramberg und
- über Epfendorf, Oberndorf und Sulz am Neckar mit Horb verbunden.

Durch Rottweil verlaufen zwei Landes-Radfernwege: 
- Der Neckartal-Radweg führt von Villingen-Schwenningen über Rottweil, Horb, Tübingen, Stuttgart, Heilbronn und Heidelberg nach Mannheim
- Der Heidelberg-Schwarzwald-Bodensee-Radweg führt von Heidelberg nach Radolfzell. Er führt von Horb kommend östlich des Neckartals nach Rottweil und weiter nach Villingen-Schwenningen.

### Wanderwege
Der Schwarzwald-Querweg Rottweil–Lahr beginnt in Rottweil und führt ins Mittlere Oberrheintiefland. Der 99 Kilometer lange Wanderweg wurde im Jahre 1935 angelegt und wird seither vom Schwarzwaldverein gepflegt und betreut.
Der 445 Kilometer lange Neckarweg als Fernwanderweg führt ebenfalls durch das Rottweiler Stadtgebiet. Er wird unter anderem vom Schwäbischen Albverein betreut.

### Luftverkehr
Beim Stadtteil Zepfenhan (ca. 8 km ostnordöstlich) befindet sich der Flugplatz Rottweil-Zepfenhan, der von Kleinflugzeugen angeflogen werden kann.
Der nächstgelegene Verkehrsflughafen ist der Flughafen Stuttgart, ähnlich weit ist der Flughafen Zürich entfernt.

## Wirtschaft und Infrastruktur

### Gerichte, Behörden und Einrichtungen
Rottweil ist Sitz des Landkreises Rottweil in der Region Schwarzwald-Baar-Heuberg, des Amtsgerichts Rottweil, des Landgerichts Rottweil und der Staatsanwaltschaft Rottweil. Ferner gibt es hier ein Finanzamt, eine Agentur für Arbeit, eine Kriminalpolizeidirektion mit einem Polizeirevier sowie ein Notariat.
Bis 1973 war die Stadt Sitz der Industrie- und Handelskammer Rottweil. Seitdem ist die Industrie- und Handelskammer Schwarzwald-Baar-Heuberg für Rottweil zuständig. Seit 2025 ist Rottweil Dekanatssitz des Kirchenbezirk Rottweil.

### Medien
Über das lokale Geschehen in Rottweil berichten als Tageszeitung der Schwarzwälder Bote, der Stadtanzeiger, online sowie einmal wöchentlich in der Printausgabe die Neue Rottweiler Zeitung, der Fernsehsender Regio TV Bodensee und der im Landkreis beheimatete Lokalsender antenne 1 Neckarburg Rock & Pop.

### Bildungseinrichtungen
Rottweil hat je ein Staatliches Seminar für Didaktik und Lehrerbildung für Grund- und Hauptschule und für Gymnasien. Ferner bestehen das Bischöfliche Konvikt mit Studienheim und die Bildungsakademie Rottweil der Handwerkskammer Konstanz.
An allgemeinbildenden Schulen hat die Stadt drei Gymnasien (Albertus-Magnus-Gymnasium, Droste-Hülshoff-Gymnasium, Leibniz-Gymnasium), eine Realschule, eine Förderschule (Achert-Schule), drei Grundschulen (Eichendorff-Grundschule, Grundschule Neufra und Grundschule Neukirch) sowie vier Grund- und Hauptschulen (GHS Göllsdorf, Johanniter-Grund- und Hauptschule, Konrad-Witz-Grund- und Hauptschule und Römer-Grund- und Hauptschule).

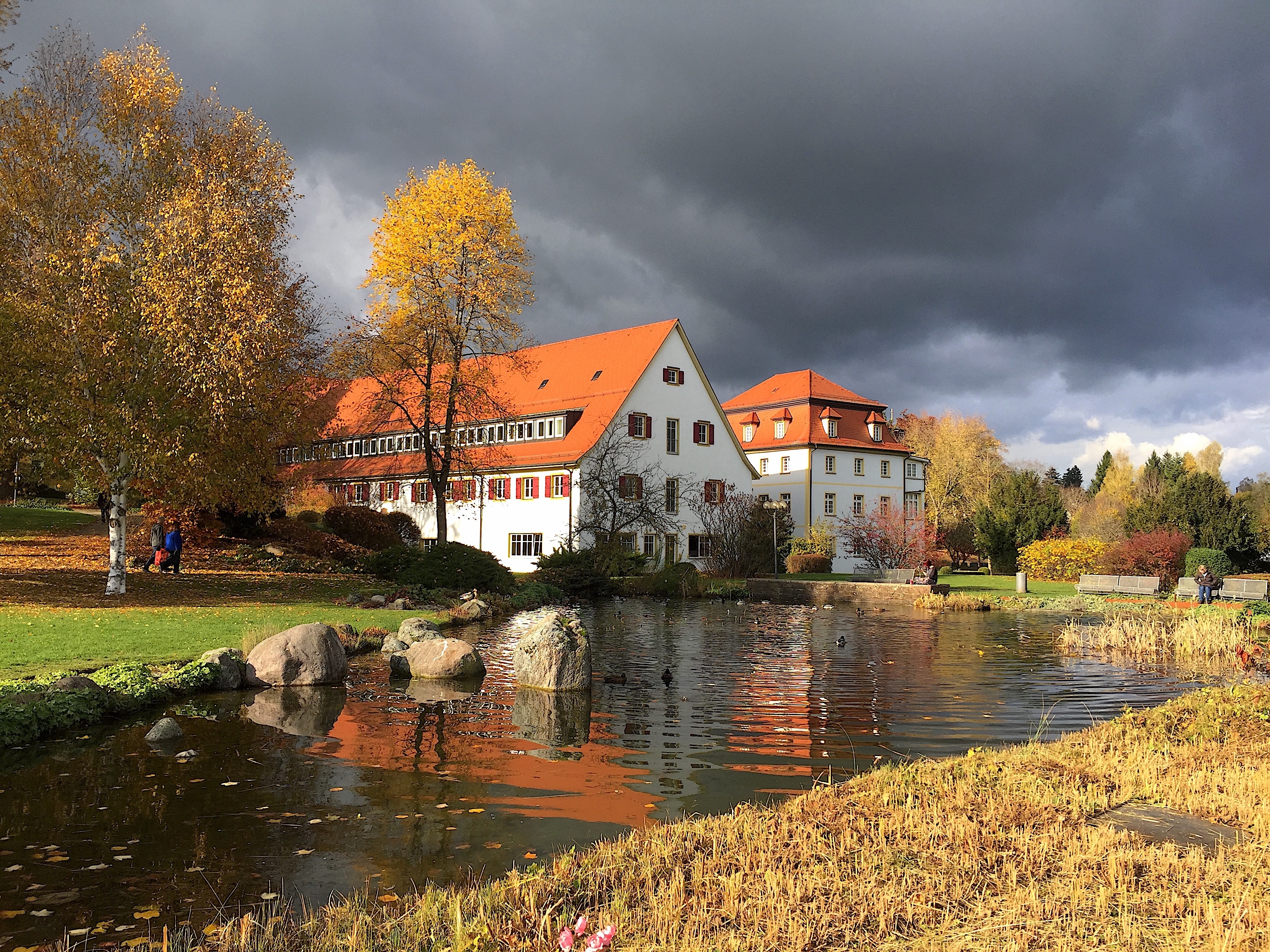
Park des Vinzenz-von-Paul-Hospitals Rottweil (2017)

Der Landkreis Rottweil ist Schulträger der Erich-Hauser-Gewerbeschule (unter anderem mit Technischem Gymnasium), der Oswald-von-Nell-Breuning-Schule (unter anderem mit Wirtschaftsgymnasium, Biotechnologischem Gymnasium und Sozialwissenschaftliches Gymnasium), der Gustav-Werner-Schule für entwicklungsbehinderte Kinder und Jugendliche und der Krankenpflegeschule am Kreiskrankenhaus Rottweil.
Die privaten Schulen Maximilian-Kolbe-Grund- und Hauptschule im Ortsteil Hausen und Waldorf-Schule in Rottweil-Altstadt, sowie die Fachschule für Sozialpädagogik, die Krankenpflegeschule am Vinzenz-von-Paul-Hospital und der Ökumenische Schulkindergarten für Geistigbehinderte runden das schulische Angebot in Rottweil ab. Darüber hinaus gibt es eine Volkshochschule, eine Musikschule und die Jugendkunstschule Kreisel.

### Ehemalige Firmen
- Moker
- KB Uhren Rottweil
- Peter Uhren
- Rhodia
- Pulverfabrik Rottweil
- Brauerei Pflug

## Hunderasse Rottweiler

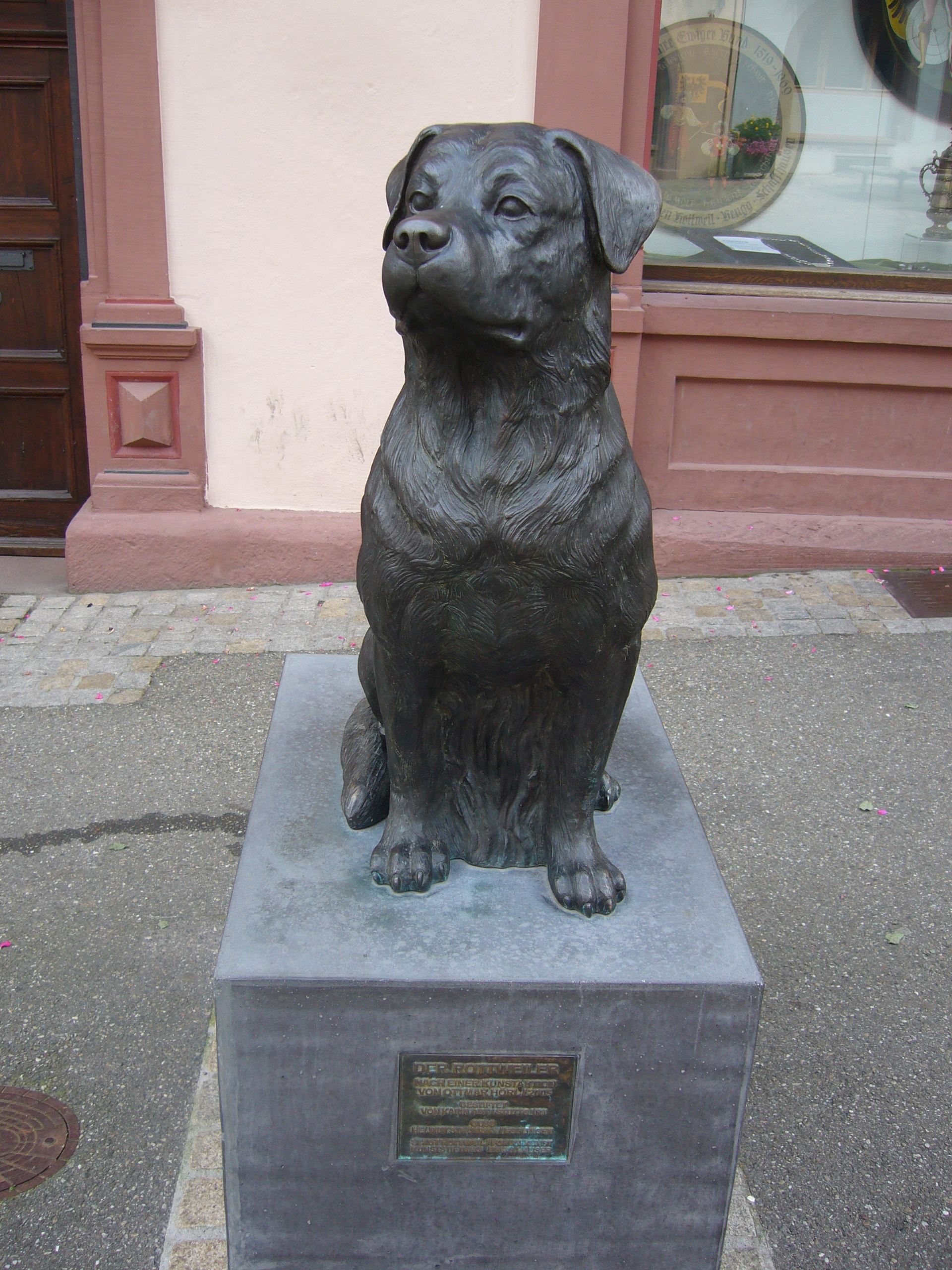
Rottweiler-Denkmal in der Rottweiler Innenstadt

Der Stadtname Rottweil ist Namensgeber der Hunderasse Rottweiler. Rottweil war lange Zeit ein Zentrum des Viehhandels, der in den Händen der Metzger lag. Die Hunde dienten diesen als Hüte- und Treibhunde.

## Persönlichkeiten
Zu den Ehrenbürgern von Rottweil gehört der Bildhauer und Graphiker Erich Hauser. Zu den bekanntesten Söhnen und Töchtern der Stadt zählen Erwin Teufel, ehemaliger Ministerpräsident von Baden-Württemberg, der Schriftsteller Rüdiger Safranski, die Sängerin Anne Haigis und Fußballspieler Joshua Kimmich.